# La Araucana
La Araucana (1569, 1578 y 1589) es un poema épico del español Alonso de Ercilla que relata la primera fase de la conquista de Chile, particularmente la Guerra de Arauco que enfrentó a españoles y mapuches, pueblo referido bajo el exónimo de «araucanos» en el texto, término de uso frecuente en la época de composición del poema.

## Historia: Contexto de la obra y ésta como fuente

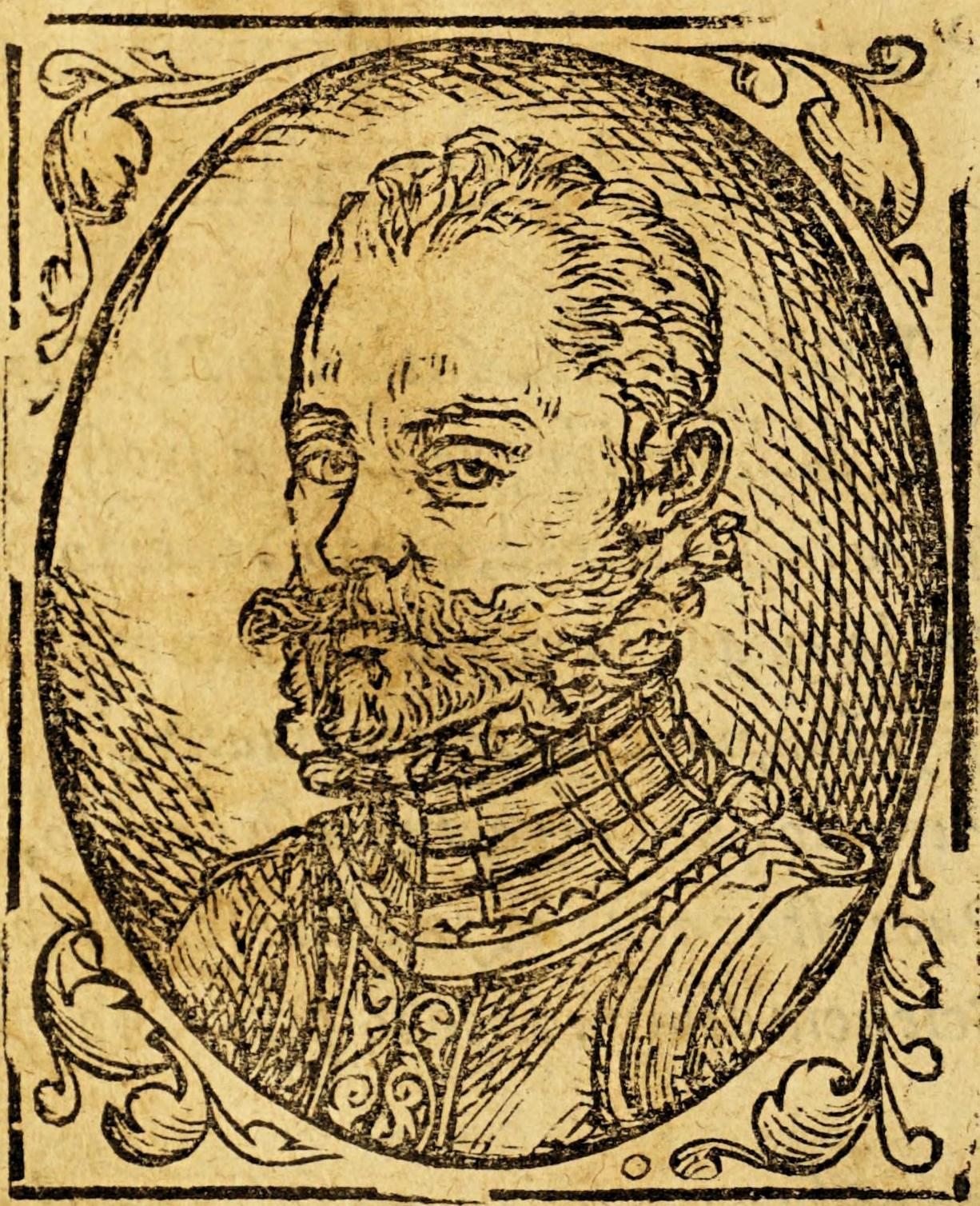
El autor, Alonso de Ercilla, en la edición de 1574 de La Araucana

### Escritura y publicación
Según la versión sostenida por el propio autor en el prólogo de la Primera Parte, que participó en la Guerra de Arauco entre 1557 y 1559, el poema habría sido escrito durante su estancia en la Capitanía General de Chile, usando, a manera de papel, cortezas de árboles y otros elementos rústicos. Ercilla, quien como antiguo paje de la corte de Felipe II contaba con una educación y condición social mayor que la del promedio de los conquistadores, había llegado a la Chile como parte de la expedición de refuerzo comandada por el nuevo gobernador García Hurtado de Mendoza, enviada en medio de la difícil situación de la empresa colonizadora española enfrentada a la resistencia mapuche.
Tras el regreso de Ercilla a España, el libro fue publicado en Madrid en tres partes a lo largo de dos décadas. El primer volumen se editó en 1569; el segundo, en 1578; y el tercero, en 1589. El libro obtuvo, entonces, un considerable éxito entre los lectores, con 17 ediciones sólo en el siglo XVI.
En su tiempo fue habitualmente leída como una crónica verídica, de acuerdo a la defensa de la fidelidad del relato sostenida por el propio Ercilla en el prólogo de la obra. Aunque la historicidad de muchos de los relatos que aparecen en la obra es relativa y muchos pasajes son ficciones que reproducen tópicos literarios renacentistas, por ejemplo el erudito Andrés Bello lo consideró tres siglos después un verdadero testimonio "moral" surgido en medio de las violencias de la Conquista.

### Una épica artística sobre hechos recientes
"...Fue sin duda la primera obra de las literaturas modernas en que la historia contemporánea apareció elevada a la dignidad de la epopeya»
Marcelino Menéndez Pelayo (1911). Historia de la poesía hispano-americana.

La Araucana había sido precedida por una gran cantidad de textos españoles que describían el Nuevo Mundo a los lectores europeos, como Naufragios y comentarios (1542) de Álvar Núñez Cabeza de Vaca, que relata las aventuras de su autor en Norteamérica. Sin embargo, La Araucana se distinguió entre estos libros como la primera obra de literatura culta, dedicada al tema con claras ambiciones artísticas. Se trata formalmente de un poema, en verso, que sigue el llamado "Canon de Ferrara", que tiene en el Orlando furioso (1516, 1532) su mayor exponente. Pero, a diferencia de la narración del Orlando furioso, que se desarrolla en un tiempo histórico remoto, legendario y prestigioso, en época de Carlomagno y Roldán (siglo VIII), continuando un ciclo al que ya se habían dedicado cantares de gesta medievales, La Araucana aborda la narración de hechos que entonces eran recientes, aunque lo hace con libertad literaria y apelando a algunos elementos abiertamente fantásticos. Los últimos episodios históricos de la Guerra de Arauco habían ocurridos unos diez años antes de la impresión de la primera parte del poema. De hecho, el tema estaba sujeto a debate contingente por parte de los contemporáneos, pues los sucesos narrados en La Araucana tenían proyección en los procesos posteriores de esa guerra fronteriza, que no terminarían del todo a lo largo de los siglos siguientes.
Por otra parte, diversos protagonistas y testigos de sucesos narrados en el poema estaban todavía vivos cuando se publicó, como, por ejemplo, García Hurtado de Mendoza o Mencia de los Nidos en el campo español. Al punto que el primero de ellos, un potentado de fuerte influencia política en la corte española que llegó a ser virrey del Perú, el mayor cargo político en la Sudamérica de la época, se sintió menoscabado por el relato de Ercilla y tomó acciones para contrarrestar al poema y al poeta, por lo pronto encargando su propia versión versificada de los hechos a Pedro de Oña y siendo protagonista de una obra de Lope de Vega sobre los hechos de Chile. 

### Un poema sobre una guerra difícil y cruel: Héroes épicos mapuches

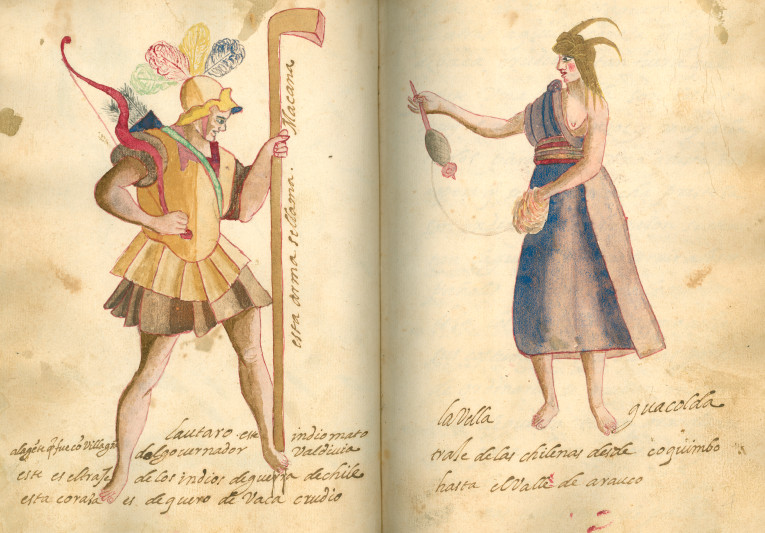
Lautaro y Guacolda, según dibujos de Diego de Ocaña,.

La Araucana también incorporó como personajes a líderes o héroes mapuches históricos, como Lautaro, Caupolicán o Galvarino, haciendo énfasis en proponer, simultáneamente a la perspectiva hispana, también una suerte de visión indígena de la guerra y la Conquista, desarrollada en las arengas y debates que el autor pone en boca de los personajes mapuches, lo que fue echado en cara a Ercilla por intelectuales cortesanos de Hurtado de Mendoza y truncó su carrera como funcionario de la corona. Aunque, en virtud del enorme y temprano éxito editorial y de lectoría de La Araucana, Ercilla alcanzó la consagración literaria entre sus contemporáneos a despecho de aquellas intrigas.
En el período comprendido entre que Ercilla dejó tierra chilena (1559) y la primera impresión de la obra (1669), la Guerra de Arauco se estaba volviendo un conflicto crónico, pues, si bien habían pasado dos breves períodos de relativa calma, éstos habían sido rotos por una nueva rebelión general en 1561 y una década marcada por las victorias mapuches en la Batalla del Fuerte Lincoya (1563) y la Batalla de Catirai (1569). De manera que el poema no trataba de un caso de éxito de la conquista española en América, sino que de una empresa prolongada, costosa, dura, sangrienta y de pronóstico incierto. En este contexto la obra trata del valor guerrero y celo independiente de los mapuches y del coraje, persistencia, crueldad y codicia de los españoles que los enfrentan. 

Crecían los intereses y malicia
a costa del sudor y daño ajeno,
y la hambrienta y mísera codicia
con libertad paciendo iba sin freno:
la ley, derecho, el fuero y la justicia
era lo que Valdivia había por bueno,
remiso en graves culpas y piadoso
y en los casos livianos riguroso.
-
Así el ingrato pueblo castellano
en mal y estimación iba creciendo,
y siguiendo el soberbio intento vano
tras su fortuna próspera corriendo;
pero el Padre del Cielo soberano
atajó este camino, permitiendo
que aquel a quien él mismo puso el yugo
fuese el cuchillo y áspero verdugo.
La Araucana. Canto I.

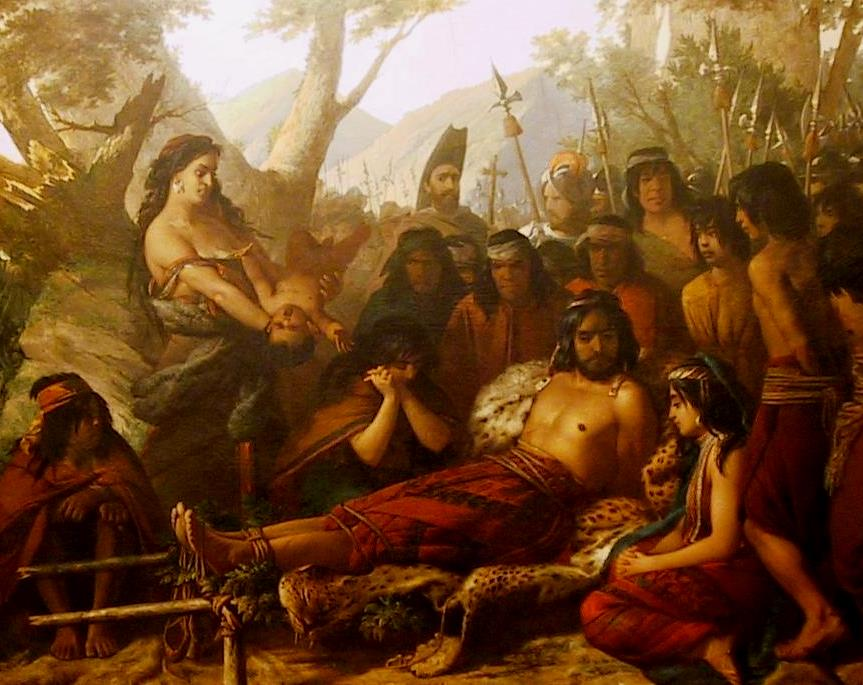
Escena del Canto XIII de La Araucana, en la que Fresia rechaza su hijo con Caupolicán, tomado prisionero, pintada por Monvoisin: "Toma, toma tu hijo, que era el nudo / con que el lícito amor me había ligado / que el sensible dolor y golpe agudo / estos fértiles pechos han secado. / Cría, críale tú que ese membrudo / cuerpo en sexo de hembra se ha trocado; / que yo no quiero título de madre / del hijo infame del infame padre".

El último gran suceso histórico de la Guerra de Arauco abordado por del poema, la empalamiento del líder mapuche Caupolicán atravesado por el recto en 1558 ("muere de miserable muerte aunque con ánimo esforzado", resume el encabezado del Canto XXXIV), ha sido interpretado bajo la misma ambigüedad entre la valoración de lo español y lo indígena: o como una ejecución vergonzante que quita simbólicamente la virilidad del enemigo derrotado finalmente por España, mientras Fresia se niega a seguir criando el hijo de quién ha perdido la hombría por dejarse capturar; o como la prueba suprema del estoicismo heroico del toqui mapuche que intimida incluso a los flecheros españoles que debían acribillarlo mientras era empalado. Pero Ercilla también es explícito en deslizar una crítica al modo de ejecución y en pronosticar que este cierre del relato principal de la guerra no será el fin de la misma:

No la afrentosa muerte impertinente
para temor del pueblo esecutada
ni la falta de un hombre así eminente
(en que nuestra esperanza iba fundada)
amedrentó ni acobardó la gente;
antes de aquella injuria provocada
a la cruel satisfación aspira,
llena de nueva rabia y mayor ira.
La Araucana. Canto XXXIV.

De hecho, en el poema alude a nuevos atropellos españoles tras la ejecución de Caupolicán que perturban a los indígenas:

Quién sin duda publica que ya entraban
destruyendo ganados y comidas;
quién que la tierra y pueblos saqueaban
privando a los caciques de las vidas;
quién que a las nobles dueñas deshonraban
y forzaban las hijas recogidas,
haciendo otros insultos y maldades
sin reservar lugar, sexo ni edades.
La Araucana, Canto XXXIV.

### La atracción del Estrecho de Magallanes y las tierras australes enLa Araucana
Tras la ejecución de Caupolicán, se escenifica en el poema una posterior junta mapuche presidida por el sabio Colocolo, en la que se acuerda un período de resistencia pasiva a la espera de una nueva oportunidad bélica. Esta idea es propuesta por el personaje Tunconabala, quien, para ganar tiempo mientras los indígenas reúnen fuerzas, se ofrece a llevar a los españoles hasta el canal del Chacao por un camino difícil de «depeñaderos», con el fin de también desalentarlos de su «deseo» con el áspero espectáculo de la naturaleza austral, cuando el Estrecho de Magallanes y la «región antártica» actúa, en segundo plano, como un imán geográfico y simbólico para los españoles y el narrador a lo largo de diversos cantos del poema. Así, desde el Canto I se presenta la atracción hacia el Estrecho como un tema recurrente, acompañado de excusas y dudas sobre la verdadera ubicación (la latitud) o sobre la posibilidad de que las corrientes y tempestades hubiesen movido una «isleta» hasta taponear la vía marítima:

Por falta de pilotos, o encubierta
causa, quizá importante y no sabida,
esta secreta senda descubierta
quedó para nosotros escondida;
ora sea yerro de la altura cierta,
ora que alguna isleta, removida
del tempestuoso mar y viento airado
encallando en la boca, la ha cerrado.
La Araucana, Canto I.

### La Araucanacomo fuente sobre la exploración de Ercilla hacia Llanquihue y Chiloé
En este contexto se narra la expedición exploratoria en la que participó Ercilla junto a una pequeña partida de compañeros:

Llevábamos el rumbo al sur derecho
la torcida ribera costeando,
siguiendo la derrota del Estrecho
por los grados la tierra demarcando.
Pero cuanto ganábamos de trecho,
iba el gran arcipiélago ensanchado,
descubriendo a distancias desviadas
islas en grande número pobladas.
La Araucana, Canto XXXVI.

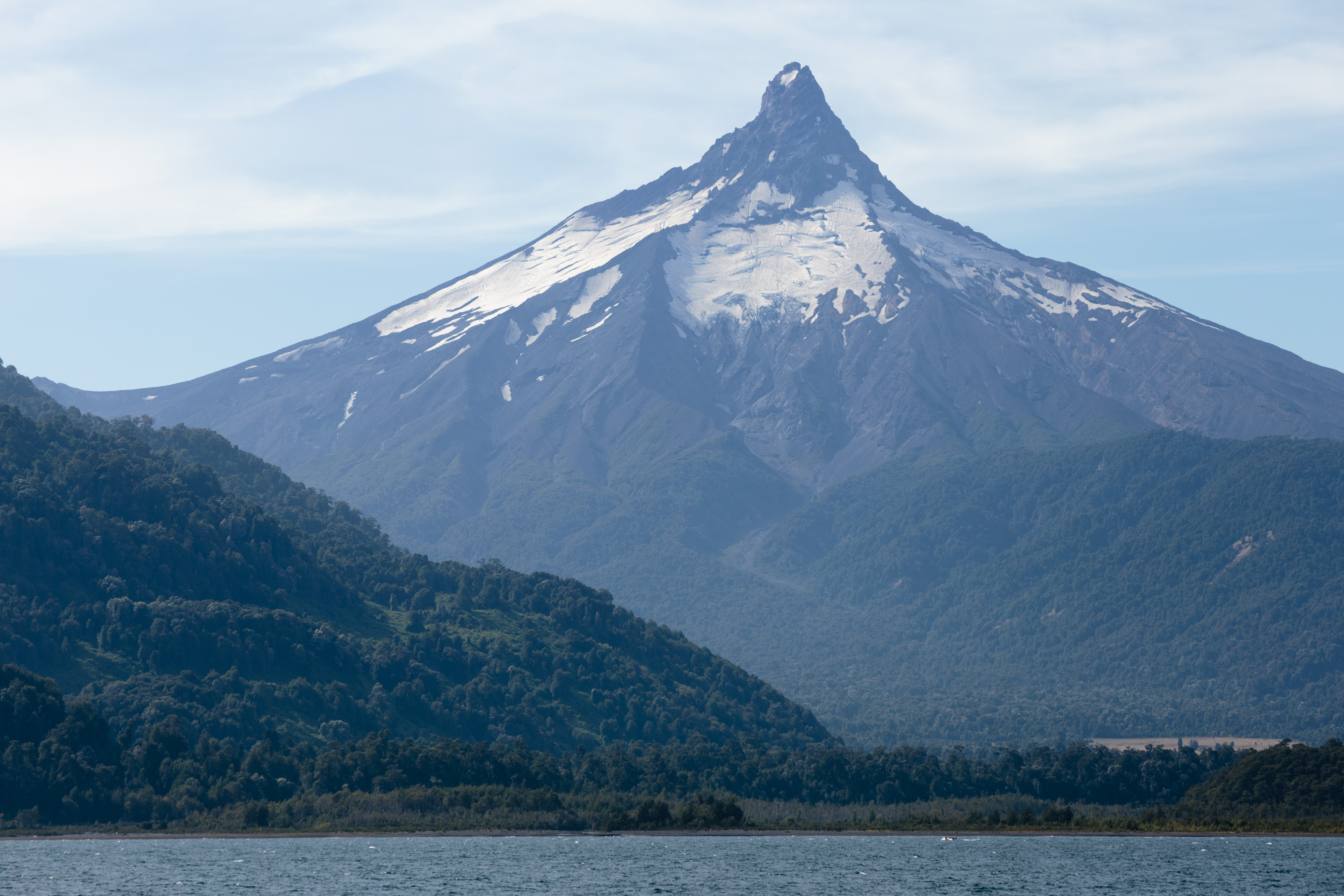
El volcán Puntiagudo desde el sector del Seno de Reloncaví, área a la que llegó Ercilla como explorador, según su relato en La Araucana.

Ercilla relata su participación personal en esta jornada de exploración, que presenta como la llegada a un confín geográfico extremo, en pos de otro que resultó inaccesible: el Estrecho de Magallanes que queda a más de mil kilómetros de navegación al sur de Chiloé. Esta narración del viaje ha sido interpretada por José Toribio Medina, aunque la descripción no es inequívoca, como un trayecto que llevó a Ercilla y diez compañeros suyos hasta el Lago Llanquihue, el Seno de Reloncaví, el Canal de Chacao (que sería llamado "el desaguadero" nombrado en el poema como una especie de río) y, luego de un cruce en una góndola o piragua, el autor habría tocado el extremo norte de Chiloé, todas regiones ignotas para los españoles entonces. Ercilla cuenta que exploró la zona por varios días y contó con la hospitalidad de los habitantes del archipiélago. 
Esta secuencia, que atraviesa dos cantos, da un cierre literario de mayor aliento a la actuación de poeta en Chile (junto con la posterior excusa, presentada en los últimos cantos, del requerimiento de Felipe II de soldados que participen en una expedición a Portugal, que ocurre realmente muchos años después de los sucesos chilenos de La Araucana). La expedición a Llanquihue y Chiloé ha sido varias veces considerado un pasaje verídico del poema, como por ejemplo en la biografía de Ercilla hecha por José Toribio Medina. Como sea, el relato se erige como un clímax del protagonismo personal del poeta en los hechos históricos:

Pero yo por cumplir el apetito
que era poner el pie más adelante,
fingiendo que marcaba aquel distrito,
cosa al descubridor siempre importante,
corrí una media milla do un escrito
quise dejar para señal bastante,
y en el tronco que vi de más grandeza
escribí con un cuchillo en la corteza:

Aquí llegó, donde otro no ha llegado,
don Alonso de Ercilla, que el primero
en un pequeño barco deslastrado,
con solos diez pasó el desaguadero
el año de cincuenta y ocho entrado
sobre mil y quinientos, por hebrero,
a las dos de la tarde, el postrer día,
volviendo a la dejada compañía.
La Araucana, Canto XXXVI.

El orden narrativo y el caudal de texto invertido en el episodio de la exploración quita peso a la pasajera condena a muerte decretada por Hurtado de Mendoza contra Ercilla, debido a un incidente ocurrido un par de meses más tarde que el viaje a Chiloé, relacionado con un supuesto desafío a duelo entre soldados españoles durante la fiesta celebrada en La Imperial por la noticia de la abdicación de Carlos I en favor de su hijo, Felipe II (abril de 1558). Gracias a ruegos de terceras personas la condena fue conmutada finalmente por la de destierro, que los biógrafos consideran invariablemente la verdadera razón de la salida de Ercilla de Chile. Estos percances judiciales son aludidos en el poema, en el Canto XII de la Primera Parte, y vuelven a ser mencionados, al pasar, en dos octavas que no entran en mayores detalles en el Canto XXXVI, que está principalmente dedicado a la travesía de Ercilla como explorador.
Tradicionalmente se señala que una doncella mapuche de La Imperial, que se había ganado la simpatía del gobernador Hurtado de Mendoza, habría tenido una participación decisiva en la decisión de éste de conmutar la pena de Ercilla, siendo en su honor que el poeta habría titulado el poema como La Araucana, en femenino.

### Una fuente etnohistórica debatida: El asunto del «Estado de Arauco»

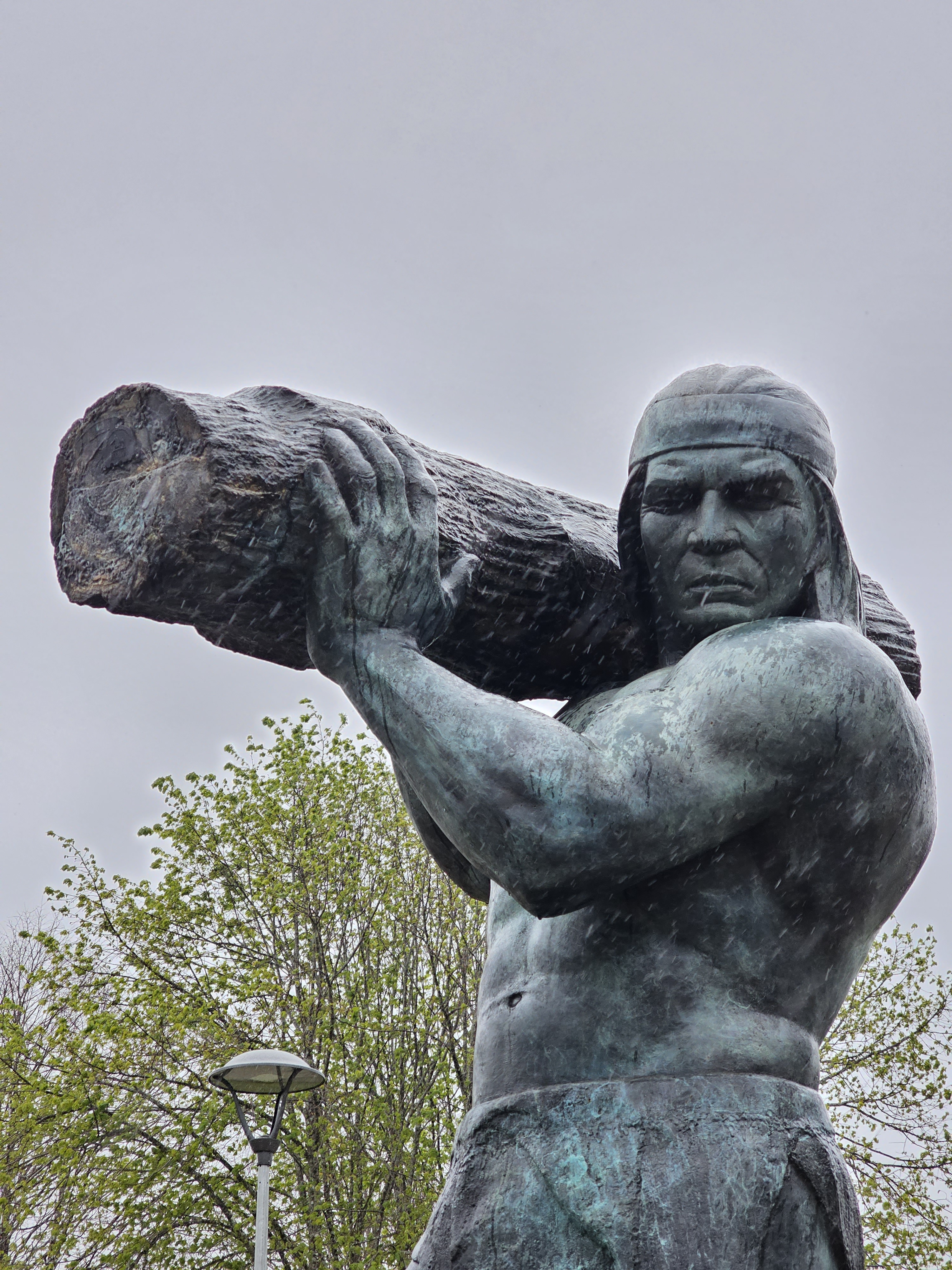
Monumento que conmemora la elección de Caupolicán como jefe militar en una asamblea o reunión mapuche, de acuerdo a la versión de La Araucana (Plaza de Cañete) que coincide en esto con la anterior Crónica de Vivar (1558), que recién pudo ser publicada en 1966 (capítulo CXVII).

La Araucana es también una de las primeras fuentes españolas que atribuye a los mapuches una organización política. Y llama a esa organización el «Estado de Arauco» o simplemente «el Estado»; del que da una descripción paradójica, en que a la vez se señala que la «gente es sin Dios ni ley», aunque sigue ciertas «leyes» («pero son por las leyes obligados / de estar a punto de armas proveídos») y cuenta con una suerte asamblea resolutiva, que Ercilla llama «senado»:

Juntos, pues, los caciques del senado,
propóneles el caso nuevamente,
el cual por ellos visto y ponderado,
se trata del remedio conveniente;
y resueltos en uno y decretado,
si alguno de opinión es diferente,
no puede en cuanto al débito eximirse,
que allí la mayor voz ha de seguirse.
La Araucana, Canto I.

En La Araucana el «Estado de Arauco» es una entidad con una ubicación concreta y diferente de otros grupos hablantes de mapudungún, como, por ejemplo, los «promaucaes» del río Maule («los indios promaucaes es una gente / que está cien millas antes del Estado»), y con frontera norte en el río Biobío («de allí llegó al famoso Biobío, el cual divide a Penco del Estado»). En la versión de Ercilla el Estado es conducido por una cúpula de autoridades, establecida por mérito de coraje y estudio militar:

De diez y seis caciques y señores
es el soberbio Estado poseído,
en militar estudio los mejores
que de bárbaras madres han nacido;
reparo de su patria y defensores,
ninguno en el gobierno preferido.
Otros caciques hay, mas por valientes
son éstos en mandar los preeminentes.
La Araucana, Canto I.

Esta caracterización de sociedades confederadas por medio de asambleas periódicas, coincide al menos en parte parte con la de otros textos españoles tempranos sobre Chile, como la crónica de Jerónimo de Vivar, anterior a La Araucana pero recién hallada a mediados del siglo XX y publicada en 1966:

Ciertas veces del año se ajuntan en una parte que ellos tienen señalado para aquel efecto que se llama regua, que es tanto como decir «parte donde se ayuntan» y sitio señalado como en nuestra España tienen donde hacen cabildo. Este ayuntamiento es para averiguar pleitos y muertes, y allí se casan y beben largo. Es como cuando van a cortes, porque van todos los grandes señores. Todo aquello que allí se acuerda y hace es guardado y tenido y no quebrantado.
Jerónimo de Vivar (1558, publicado en 1566).

El asunto de la organización social y política propuesta por La Araucana y otros textos hispanos ha sido tema de larga discusión para la historiografía, la etnohistoria y la arqueología:

Particularmente problemáticas han sido las inexactitudes y divergencias espaciotemporales que desde el texto fundador de Alonso de Ercilla y Zúñiga, La Araucana (1845 [1569]), han acompañado las descripciones de los araucanos o mapuches y de Arauco. 
Un elemento de confusión suplementario ha sido la utilización, por autores y fuentes hispanas del siglo XVI, del término «Estado» para referirse a parte de esta región, lo que ha generado diversas interpretaciones con respecto a esta particularidad denominativa utilizada tanto en singular, «el estado», como en plural, «los estados», El problema de saber a qué y por qué se denominó «el Estado de Arauco» o «los estados de Arauco» ha sido abordado ya por Alberto Medina (1974) y, recientemente, por Goicovich (2002).
José Manuel Zavala Cepeda y Tom D. Dillehay (2010).

En el siglo XIX, autores como el historiador Diego Barros Arana descartaban de plano la caracterización ofrecida por La Araucana de la organización mapuche, a partir de consideraciones raciales e ideas sobre el enfrentamiento de civilización contra barbarie comunes en su época, que les llevaban a concluir que la descripción de Ercilla presentaba lazos sociales, ideologías y formas de organización demasiado elaboradas e imposibles para los mapuches. Así, Barros Arana prefirió explicar la resistencia a los españoles como un simple efecto de contagio entre pequeñas partidas sueltas o desde una tribu particular, sin que hubiese una mayor capacidad de coordinación u organización, equiparable a la idea de Estado de Arauco expuesta por Ercilla:

Su poema, fuente histórica de primer orden cuando se le sabe aprovechar, ha contribuido más que cualquier otro escrito a propagar las ideas más falsas sobre los indios de Arauco, presentándolos como movidos por esos altos sentimientos que no se hallan en las civilizaciones inferiores, sujetos por planes vastos y complicados y unidos entre sí por el vínculo de una estrecha nacionalidad.
Diego Barros Arana, Historia general de Chile, Tomo I, p. 325.

Algunas de estas supuestas imposibilidades, como la existencia de discursos políticos complejos y debates elaborados en el ámbito de juntas o reuniones colectiva, ya comenzaron a ser refutadas por otros autores que también hablaban de «salvajes», pero que contrastaban el asunto con lo expuesto otras crónicas tempranas sobre la conquista de Chile, como hizo el filólogo y crítico español Marcelino Menéndez Pelayo en 1911:

No ha de tenerse por impropiedad de Ercilla el haber puesto tan largas arengas en boca de salvajes. Todos los historiadores convienen en que los habitantes del valle de Arauco eran muy dados a la oratoria, y la cultivaban a su manera, y la daban grande importancia en sus deliberaciones, «usando (dice el P. Olivares) de vivísimas prosopopeyas, hipótesis, reticencias e interrogaciones retóricas». Ercilla, pues, en esto, fue fiel al color local.
Marcelino Menéndez Pelayo (1911). Historia de la poesía hispanoamericana.

Sin embargo, en el siglo XXI, a partir de la contrastación entre las fuentes etnohistóricas españolas tempranas y la evidencia arqueológica, para autores como José Manuel Zavala y Tom Dillehay (conocido sobre todo por su contribución a la superación del paradigma Clovis como modelo explicativo del poblamiento americano, por sus trabajos en el sitio Monte Verde), permite señalar que para el siglo XVI había entre los mapuches una organización social y política relativamente compleja, reflejada en la construcción de grandes obras colectivas, como fortalezas y túmulos (kuel). Esta organización habría estado estructurada en diferentes niveles, con unidades políticas locales (levo, rewe), sobre las que se establecían provincias (o ayllarewe), que se articulaban a su vez en confederaciones o grandes alianzas, de las que hay otros ejemplos, aunque remotos, en culturas indígenas de América, como la Confederación Iroquesa (o irinakhoiw, «real unión»). Para Zavala y Dillehay, acorde con la cosmovisión mapuche basada en cuatriparticiones, después rescatada por la etnografía, en torno a la Cordillera de Nahuelbuta había cuatro grandes componentes de organización asociados a diversas cuencas hídricas: Arauco, Tucapel, Mareguano-Catiray y Purén-Lumaco:

Algunas provincias fueron capaces de confederarse en una unidad mayor, que para el caso nahuelbutano se llamó estado(s) de Arauco.
José Manuel Zavala Cepeda y Tom D. Dillehay (2010).

De manera que las reconstrucciones actuales son relativamente más consistentes con lo descrito en La Araucana, aunque no se asuma su versión literal o linealmente. Mientras que se ha ido desechando la idea de unas sociedades extremandamente simples, atomizadas y desarticuladas que propusieron autores decimonónicos como Barros Arana. En el centro de esta mayor organización y complejización los investigadores contemporáneos ponen a la zona de Purén-Lumaco :

El registro arqueológico para el período prehispánico tardío permite decir que la cultura desarrollada en el valle de Purén-Lumaco es representativa de procesos sociales que habían estado en marcha en los Andes centrales y meridionales durante siglos (Dillehay 1985, 2003, 2007). En efecto, entre 1300 y 1600 d. C. la población creció, el intercambio interregional se intensificó, las costumbres mortuorias se hicieron cada vez más elaboradas, la dependencia de la horticultura se incrementó y las organizaciones sociales y ceremoniales así como las relaciones intergrupales se volvieron más complejas. Algunos de estos procesos se dieron con mayor intensidad y de manera singular en ciertas áreas específicas de La Araucanía, como fue el caso del valle de Purén-Lumaco, donde el registro arqueológico muestra algunos elementos culturales como montículos (kuel), fortalezas, grandes aldeas domésticas, campos agrícolas elevados, que los separan no sólo de otras culturas indígenas de Chile central, sino también de otras culturas de montículos de la región araucana
José Manuel Zavala Cepeda y Tom D. Dillehay (2010).

### La Guerra de Arauco trasLa Araucana
Una década después de la publicación de la Tercera Parte en 1589, en el campo español las posiciones sobre la Guerra de Arauco llegarían a estar marcadas por un franco derrotismo y a una fuerte discusión sobre el propio futuro de la colonización española en Chile, por la muerte de un segundo gobernador hispano (tras la primera ejecución de Pedro de Valdivia, narrada en La Araucana, Canto III), Martín Óñez de Loyola, caído en la batalla que los españoles llamaron "Desastre de Curalaba" (1598), que desencadenó la destrucción de las siete ciudades: un completo éxodo y aniquilación de los españoles entre el Río Biobío y el Canal del Chacao, es decir, en el eje central del territorio del pueblo mapuche en Chile. Tras esto, entre los españoles se impuso la llamada "guerra defensiva"; el esclavismo hispano ejercido contra los mapuches (autorizado por Felipe III en 1608 y que fue ley durante casi todo el siglo XVII); el establecimiento de una frontera fortificada cuidada por un ejército permanente pagado por la corona (no por milicias o huestes de ocasión); hostilidades y paces intermitentes marcadas por batidas, rebeliones generales e incursiones de ambos bandos; y la realización periódica de "parlamentos" en que las autoridades españolas repartían bienes, ganado y dádivas a los jefes mapuches como una suerte de tributo para mantener la paz. Así, Chile se volvió un extraña posesión española en América que reportaba gastos y déficil a una economía imperial que sacaba ingentes ganancias desde el resto de los territorios conquistados. Por lo que la obra de Ercilla aborda un caso difícil y, finalmente, fallido de la expansionismo español en América, y se cumple la premonición poética del autor sobre un futuro de más luchas mapuches tras la ejecución de Caupolicán. 

### Emulación deLa Araucanaen América
Tras La Araucana, surgieron obras sobre temas americanos que imitaban su estilo poético: Arauco domado (1596), La Argentina (1602) y Purén indómito (siglo XVII), entre otras. Con el paso del tiempo, en estos textos se acrecentó el distanciamiento respecto de la crónica y narración de hechos históricos. Los autores optaron por trasladar temáticas del Renacimiento europeo al exótico escenario americano. Así, muchos de estos poemas realmente trataban más sobre sentencias morales, el amor romántico o tópicos latinos, que acerca de la Conquista.

Sin contar las imitaciones menos directas como El peregrino indiano, La Mexicana, Las armas antárticas y La Argentina, tenemos respecto de Chile, nada menos que cinco poemas de grande extensión: la cuarta y quinta parte de La Araucana, de D. Diego Santisteban Osorio, el Arauco domado, de Pedro de Oña; Las guerras de Chile, de D. Juan de Mendoza; el Purén indómito, de Hernando Álvarez de Toledo, y el Compendio historial, de Melchor Xufré del Águila.
Marcelino Menéndez Pelayo (1911). Historia de la poesía hispanoamericana.

De hecho, Menéndez Pelayo queda corto en la cuenta, pues sigue la corriente, que existió desde el siglo XVII hasta principios del siglo XX, de atribuir a Fernando Álvarez de Toledo el Purén indómito, a quien se asigna actualmente la autoría de otro poema distinto denominado Araucana, que a veces es también reseñado como Araucana II para evitar confundirlo con la mucho más célebre obra de Alonso de Ercilla. A partir de las investigaciones de Aniceto Almeyda Arroyo (1944, 1945 y 1967), existe consenso en que Purén indómito es obra de Diego Arias de Saavedra y bajo ese autor fue reeditado a fines del siglo XX. De manera que al menos seis autores escribieron poemas o crónicas en verso que siguieron la influencia de La Araucana tratando su mismo tema; la Guerra de Arauco.

## Argumento

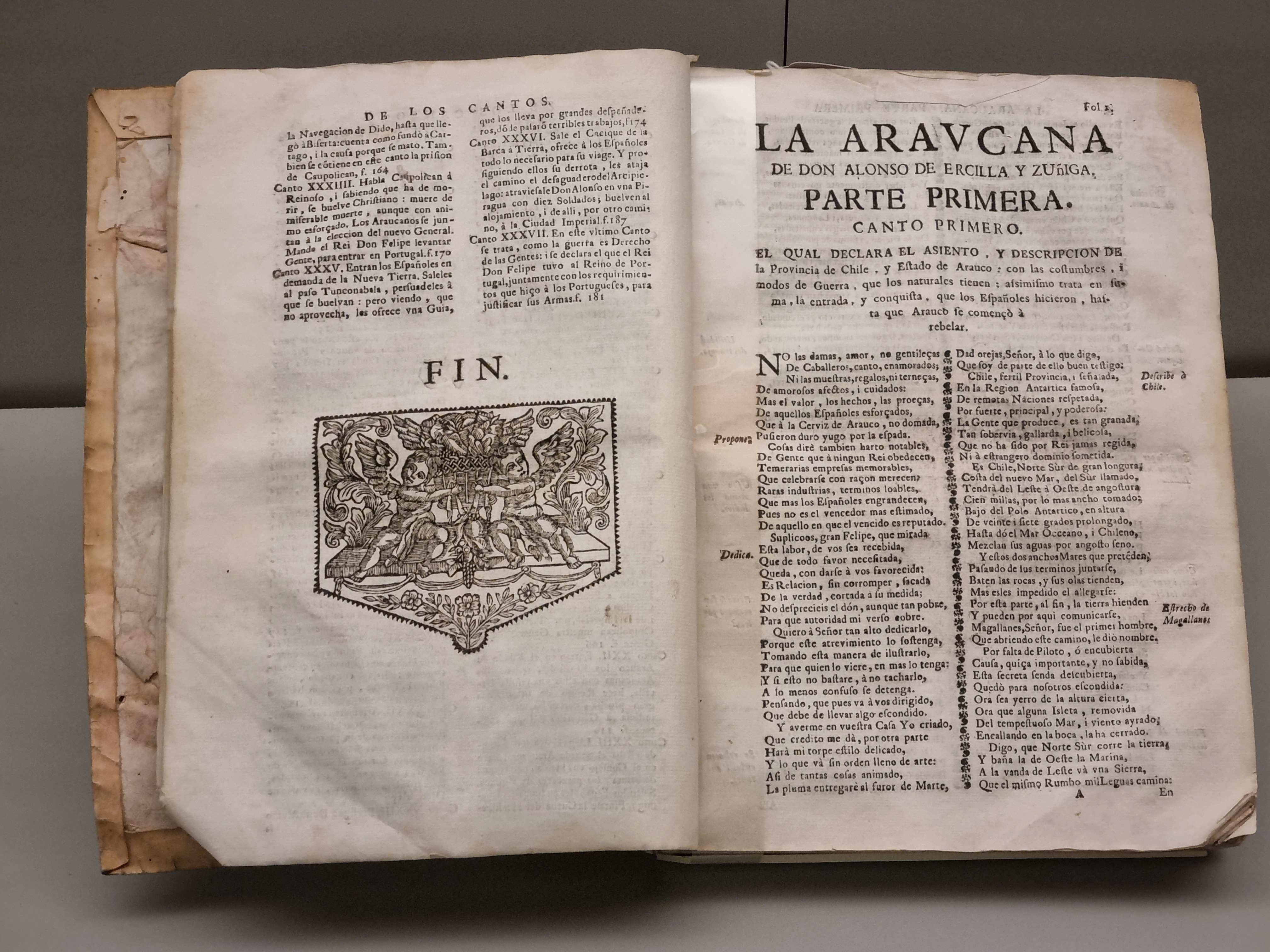
Edición de 1776 (Antonio Sancha, Madrid).

### Trama basada en hechos históricos
La Araucana principalmente trata, con amplia libertad literaria, episodios históricos de la primera fase de la Coquista de Chile por los españoles, como la captura y ejecución de Pedro de Valdivia así como la historia de los caciques mapuches Lautaro, Colo Colo, Galvarino y Caupolicán. La exposición despliega las sucesivas campaña; juntas y debates de los jefes indígenas; los actos de heroísmo extremo; la resistencia mapuche de ecos numantinos; la constancia en medio de las privaciones y los castigos de la guerra; la crueldad y codicia que encuentran su cauce en la Conquista. 
Tras una introducción sobre la geografía, naturaleza y los habitantes de Chile, los sucesos históricos narrados comienzan con alusiones generales al frustrado intento de conquista de los "promaucaes de Maule" (o picunches) por los incas (dos estrofas del Canto I), que otras crónicas de la época, como los Comentarios Reales del Inca Garcilaso de la Vega) relatan coincidentemente como una gran batalla ocurrido en el Maule, cuya historicidad precisa es discutida. Esta campaña incaica hacia el Centro-Sur de Chile es habitualmente fechada en algún momento de las últimas décadas del siglo XV, que marca el inicio cronológico de los hechos narrados. Luego se dedica una estrofa a la expedición al país de Diego de Almagro (1535-1536), cuya personalidad y criterio es elogiado en el poema. El resto del Canto I, junto con los II y III, son dedicados a las campañas de conquista de Pedro de Valdivia (1540), sobre quien se alternan valoraciones positivas y fuertes críticas, que terminan con su muerte tras su derrota en la Batalla de Tucapel (1553). Siguen el resto de las campañas del toqui mapuche Lautaro, que son tratadas a lo largo de una gran extensión de la obra (cantos III al XV) hasta que es derrotado y muerto en la Batalla de Mataquito, cuando se dirigía hacia Santiago (abril de 1557). La secuencia histórica incluye la asunción de Andrés Hurtado de Mendoza y Cabrera como virrey de Perú (1556), quien designa a su hijo García como gobernador de Chile y organiza su expedición al país, en la que se embarca Ercilla (1557). Luego siguen las campañas de dicho gobernador y la resistencia mapuche, hasta la ejecución de Caupolicán (febrero de 1558); y la exploración hacia Llanquihue y Chiloé por Ercilla durante el mismo verano austral. El último suceso histórico de la Guerra de Arauco que se menciona en la obra es el ataque al fuerte mapuche de Quiapo por las tropas de García Hurtado de Mendoza (13 y 14 de diciembre de 1558) en el que participó Ercilla, poco antes de salir de Chile por su conflicto con el gobernador. A partir del viaje de retorno se dedica una estrofa a la sangrienta aventura de Lope de Aguirre, que se internó en el río Marañón cuando el autor estaba en Perú, y largos pasajes a los conflictos europeos de ese momento, que Ercilla presenta como un llamado imperativo a regresar a Europa por fidelidad a su rey, Felipe II, que es el dedicatario de la obra, haciendo referencia a una expedición española a Portugal que realmente ocurrió mucho después de la salida del autor desde Chile.

### Episodios femeninos, enfoque humanista e inclusión de elementos fantásticos en la trama
Sin embargo, la trama guerrera se le hace demasiado monótona al poeta, como ya lamenta el propio Ercilla en el canto XX:

¿Todo ha de ser batallas y asperezas,
discordia, sangre, fuego, enemistades,
odios, rencores, sañas y bravezas,
desatino, furor, temeridades,
rabias, iras, venganzas y fierezas,
muertes, destrozos, riñas, crueldades;
que al mismo Marte ya pondrían hastío,
agotando un caudal mayor que el mío?
La Araucana.

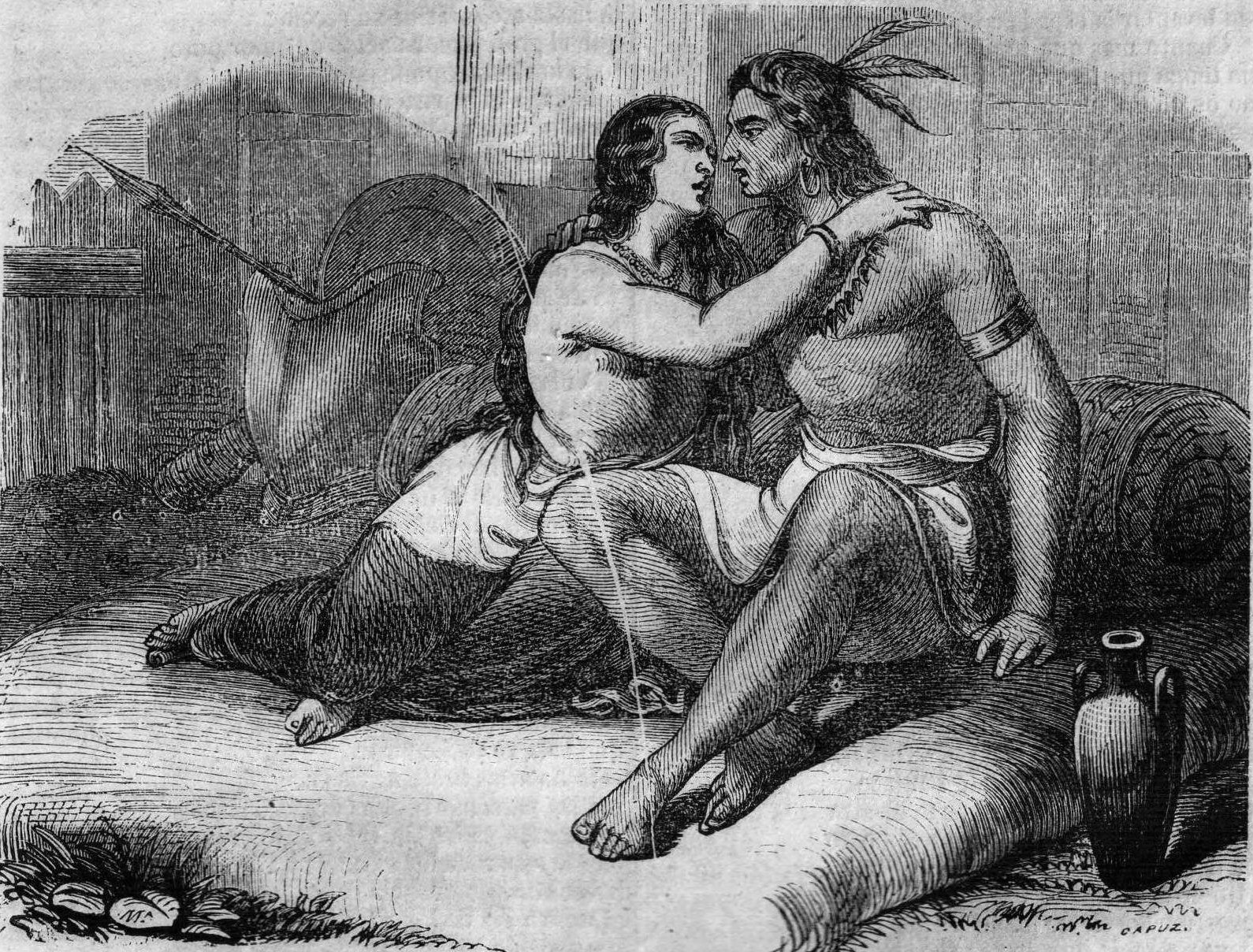
El amor de Lautaro y Guacolda, representado en un grabado de una edición española de La Araucana del.

Debido a esto, también se insertan sucesos fantásticos, como el de un hechicero que eleva al narrador en un vuelo sobre la Tierra, permitiéndole ver acontecimientos que suceden en Europa y Oriente Medio, como la batalla de Lepanto. También se incluyen descripciones bucólicas de la naturaleza chilena, monumentalizada en el poema, y episodios amorosos pese a la advertencia de la primera estrofa del Canto I:

No las damas, amor, no gentilezas
de caballeros canto enamorados,
ni las muestras, regalos y ternezas
de amorosos afectos y cuidados (...).
La Araucana, Canto I.

Este propósito inicial, luego abandonado, de no cantar temas románticos, coincide con una severa pena de amor que autores como José Toribio Medina atribuyen a Ercilla, de la que dejó testimonio en un soneto de juventud, y que estaría tras su decisión de embarcarse a América.

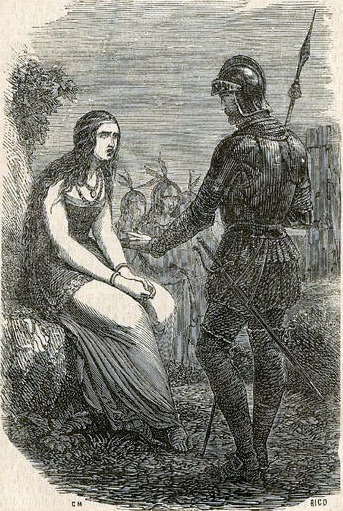
El encuentro entre Alonso de Ercilla y Tegualda, mujer mapuche viuda por la guerra, en un grabado de una edición de La Araucana del. La historia de Tegualda, en la que resuena el eco de las viudas de la épica clásica, como la troyana Andrómaca, se desarrolla en los cantos XX y XXI.

Destaca también el episodio del encuentro del propio Ercilla con una mujer indígena, Tegualda, que busca a su marido, Crepino, entre los muertos en un campo de batalla. Este relato es una muestra del aspecto humanista del trabajo de Ercilla y de su condolencia por la suerte corrida por el pueblo indígena y los deudos de la tragedia de la guerra, en el que resuena el tema clásico de las viudas de la guerra, tratado por la épica ya en personajes del ciclo homérico como Andrómaca.
Este encuentro, en el que Ercilla presta contención, alojamiento y ayuda a la viuda para recuperar el cadáver de su amado, se plantea dentro de un discurso admirativo sobre las virtudes de los mapuches (que son anunciadas ya desde la segunda estrofas del canto I); pueblo con el que el autor luchó y convivió, y al que adjudicó una carencia de malicia y vicios, dentro de un sistema en el que primaban las virtudes guerreras, la ejercitación concienzuda, el mérito personal, el despliegue de la elocuencia, la reflexión y la sabiduría, en la línea del mito del Buen Salvaje. Aunque también critica aspectos religiosos de las costumbres mapuches, como la tendencia a creer en los malos agüeros de los que llama "hechiceros". 

## Estilística

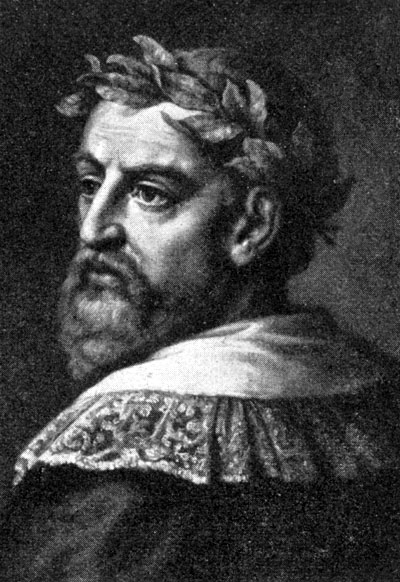
Ludovico Ariosto, cuya obra Orlando Furioso influyó en La Araucana.

### Descripción general
El texto es la narración de un tema bélico, usando un métrica y lenguaje poético, es decir un poema épico. Está constituido por tres partes que suman 37 cantos, el primero de los cuales incluye un exordio de siete estrofas que plantea el plan de la obra y la dedicación de la misma a Felipe II.
El narrador, explícitamente identificado como el propio autor (Ercilla) en el texto, participa activamente del argumento, lo que en ese entonces no era habitual dentro del panorama de la literatura culta española. Andrés Bello consideraba esta participación del narrador también como una singularidad dentro de la épica militar, que le permite a Ercilla, ya desde el estilo, desarrollar un compromiso moral en el tratamiento del tema de la Conquista:

"La Araucana tiene, entre todos los poemas épicos, la particularidad de ser en ella actor el poeta; pero un actor que no hace alarde de sí mismo, y que, revelándonos, como sin designio, lo que pasa en su alma en medio de los hechos de que es testigo, nos pone a la vista, junto con el pundonor militar y caballeresco de su nación, sentimientos rectos y puros..."
Andrés Bello (1841). La Araucana, por don Alonso de Ercilla y Zúñiga, publicado en el periódico chileno El Araucano.

### Métrica
La métrica de la obra es la estrofa denominada octava real, que rima ocho versos endecasílabos con el esquema ABABABCC en la consonancia de las terminaciones:

Caciques, del Estado defensores, (A)
codicia de mandar no me convida (B)
a pesarme de veros pretensores (A)
de cosa que a mí tanto era debida; (B)
porque, según mi edad, ya veis, señores, (A)
que estoy al otro mundo de partida; (B)
más el amor que siempre, os he mostrado, (C)
a bien aconsejaros me ha incitado. (C)
La Araucana.

### Influencia italiana y del "Canon de Ferrara" enLa Araucana
La obra pertenece al subgénero del poema épico culto, característico de principios de la Edad Moderna. Más específicamente La Araucana fue influida por lo que se ha dado en llamar el "Canon de Ferrara", dos poemas épicos cultos escritos en dicha ciudad italiana:
- Orlando Innamorato (1486) de Matteo Maria Boiardo.
- Orlando Furioso (1516) de Ludovico Ariosto.

La coincidencia entre los poemas ferrarenses y la obra de Ercilla no acaba en el uso del mismo tipo de poema, de temática heroica, bélica y caballeresca, sino que existen además otras coincidencias formales, como es el uso de la octava real como metro poético. 
A su vez dos Orlandos eran deudores de la Divina Comedia de Dante (primeras décadas del siglo XIV), que había creado el poema épico culto, trabajando con una temática simbólica, moral, filosófica y teológica. La Divina Comedia, tal como los dos Orlandos y La Araucana fue compuesta con versos endecasílavos, pero con estrofas de terza rima (tercetos), distintas de la octava real.
Así, La Araucana forma parte de la renovación de la poesía española con formas italianas, surgida a raíz del intercambio ocurrido en tiempos de una intensa intervención política y militar española en la península itálica.
Ercilla mismo había viajado a Italia como paje del futuro rey Felipe II, durante la gira denominada "el felicísimo viaje", pasando por Génova, Milán, Mantua y Trieste entre 1548 y 1549, lo que le habría dado una especial ocasión para familiarizarse con los poemas del Canon de Ferrara y el resto de los autores del Renacimiento italiano en su propio idioma. Coincidentemente, la obra de Ariosto fue publicada en la primera edición española de Urra el mismo año 1549 en el que Ercilla estaba de viaje por Italia, y acumuló tres ediciones españolas más antes de la publicación de La Araucana. Luego de que el trayecto de la comitiva del príncipe Felipe siguiera ruta por Austria, Alemania y Bélgica, se sabe que de regreso volvió a detenerse en Trento (1550-1551). Allí Ercilla, si seguía siendo parte del grupo, pudo ver como el príncipe era obsequiado con "representaciones teatrales basadas sobre escenas del Ariosto", aunque no se tiene certeza de que hubiese "seguido paso a paso el intinerario". Pero, para mayor abundamiento y superando estas dudas, hay testimonio de que Ercilla sabía recitar de memoria poemas de Ariosto. José Toribio Medina consideraba "indudable" que el autor tenía también familiaridad con el Infierno de Dante, Laberinto de amor de Boccacio, La Arcadia de Sannazzaro, "y seguramente, el Petrarca, si bien solo hallamos huellas de su lectura de tales obras", todas ellas ya publicadas en ediciones españolas -o con émulos españoles, como el petrarquista Garcilaso de la Vega- en décadas previas a La Araucana.
Siguiendo la estructura del Orlando furioso, que Borges calificó como "caos de caleidoscopio", en La Araucana hay una larga sucesión de tramas centrales, inserción de episodios independiente (a la manera de "las novelas intercaladas" del Orlando Furioso o la posterior literatura cervantina); salidas de la continuidad espacio-temporal mundana del relato (si en Ariosto hay un viaje a la Luna, en Ercilla hay una mágica traslación aérea que permite contemplar Europa, Medio Oriente y la Batalla de Lepanto desde las alturas); disgresiones para tratar temas "cultos" como un largo debate sobre un personajes de la literatura clásica grecorromana (Dido); y, por supuesto, episodios amorosos (que habían sido centrales en narración de Ariosto):

Siguiendo la norma de Ariosto, de quien Ercilla aprendió a amoldar la narración a los cantos y a las octavas, ninguna de esas historias es contada sin pausa en el espacio del canto, siempre cuidadosamente enmarcado por un exordio moral y una despedida ingeniosa (equivalente romancesco del envío o congedo de las canciones petrarquistas).
Mercedes Blanco (2019). de amores en la épica de guerra. De La Araucana al Arauco domado.

Por otra parte, el poema épico culto fue una verdadera moda de la época. Poco tiempo después de la publicación de La Araucana, otros émulos de los poetas ferrarenses aparecieron por doquier: Luís de Camões con Los lusiadas (1572), Torquato Tasso con Jerusalén liberada (1575), Hipólito Sans con La Maltea (1582), e incluso el rey de Escocia, Jaime VI, con Lepanto (1591). 

### Influencia de la épica clásica enLa Araucana
Por supuesto, las raíces más profundas de la poesía épica que sigue el canon de Ferrara se remontaban a la antigüedad clásica, de la cual la tradición renacentista italiana hacía eco en ese entonces. En este sentido, La Araucana es también deudora de los antiguos poemas épicos grecolatinos, y, en último término, de la tradición homérica:

Los personajes araucanos asumen, a menudo, la actitud de los héroes homéricos y no sin razón han sido equiparados Lautaro a Héctor, Colo Colo a Néstor, Tucapel a Áyax [...]
Eduardo Solar Correa.

La mezcla de inspiraciones estilísticas clásicas y modernas se manifiesta también en el tratamiento de los episodios de tema femenino y amoroso:

"Así, en La Araucana, Guacolda, Tegualda y Lauca se inspiran en Andrómaca y en otras ilustres viudas de la guerra de Troya, cuyo conocimiento pudo llegar a Ercilla a través de la tragedia de Séneca, Las Troyanas, de ahí tal vez el halo de solemnidad lúgubre que las rodea; deben también algo a otra famosa viuda, la gran víctima y antagonista de los troyanos, Dido, y a otra menos célebre hoy, pero que Boccaccio colocó entre las mujeres ilustres: Argía, mujer de Polinices, el hijo de Edipo caído bajo los muros de Tebas. De hecho, Dido misma es un personaje del poema, cuya buena fama restablece el soldado Ercilla contando largamente a sus compañeros de armas la vida heroica de este espejo de viudas y de reinas. La desesperación de Tegualda ante el cuerpo de Crepino traslada la de Isabella por el muerto Zerbino en el Orlando furioso. Lautaro y Guacolda, en su diálogo amoroso, hablan el lenguaje de Petrarca y Garcilaso, pero el narrador describe la pasión de la muchacha en términos tomados del libro IV de La Eneida".
Mercedes Blanco (2019). | Fábulas de amores en la épica de guerra. De La Araucana al Arauco domado.

Esta "solemnidad lúgubre" que Mercedes Blanco encuentra en torno a las figuras femeninas de la obra, la distancia del trabajo de Ludovico Ariosto y su tendencia a introducir algunas ironías (como el escepticismo expresado por el narrador ferrarense sobre la famosa virginidad de Angélica la Bella, tras tantos viajes de la princesa de Catay) o episodios y versos del Orlando Furioso que permiten lecturas picarescas sobre las relaciones entre personajes femeninos y masculinos.Pues, al decir de Menéndez Pelayo, en el tratamiento de las mujeres de La Araucana sería más bien de influencia grecorromana:

Aquí es donde las reminiscencias de sus lecturas clásicas son más evidentes. Guacolda, la amada de Lautaro, habla como Dido en el libro IV de La Eneida. Tegualda, buscando en el campo de batalla el cadáver de su esposo, trae en seguida a la memoria el bello episodio de Abradato y Pantea en La Cyropedia, de Xenofonte.
Marcelino Menéndez Pelayo (1911). Historia de la poesía hispanoamericana.

Por otra parte, como La Araucana aplicaba un tratamiento de poema épico a hechos recientes, tiene su antecedente literario en la práctica de una antigua obra latina, la Farsalia (siglo I) de Lucano, que narraba los sucesos de la guerra civil entre Julio César y Sexto Pompeyo, escrita también con claras ambiciones de erigirse en un relato verídico.

## Objetivo e ideología
El propio Ercilla expresa las motivaciones de la obra con estas palabras:

«[...] por el agravio que algunos españoles recibirían quedando sus hazañas en perpetuo silencio, faltando quien las escriba; no por ser ellas pequeñas, pero porque la tierra es tan remota y apartada y la postrera que los españoles han pisado por la parte del Perú, que no se puede tener della casi noticia, y por el mal aparejo y poco tiempo que para escribir hay con la ocupación de la guerra, que no da lugar a ello; así el que pude hurtar, lo gasté en este libro, el cual, porque fuese más cierto y verdadero, se hizo en la misma guerra y en los mismos pasos y sitios, escribiendo muchas veces en cuero por falta de papel, y en pedazos de cartas, algunos tan pequeños que no cabían seis versos, que no me costó después poco trabajo juntarlos [...].»
Alonso de Ercilla.

La obra es, en el discurso de Ercilla, una reivindicación del valor desplegado por los soldados españoles en una guerra lejana y olvidada. Entre los soldados de esta guerra olvidada figuraba el propio Ercilla, por lo que, en algún sentido, también es una reivindicación de la actuación personal. Ese es el objetivo explícito y expresado. Sin embargo, entre otros, el historiador estadounidense David Quint cree que el texto tiene como motivación oculta la reivindicación de la figura del indígena. Sin embargo también se suele interpretar esta valoración del indígena como una forma indirecta de autovaloración del español que lo vence,que es una idea a lo que hace alusión Ercilla ya en la segunda estrofa del Canto I:

Cosas diré también harto notables
de gente que a ningún rey obedecen,
temerarias empresas memorables
que celebrarse con razón merecen,
raras industrias términos loables
que más los españoles engrandecen
pues no es el vencedor más estimado
de aquello en que el vencido es reputado.
La Araucana, Canto I, 2.

En este extremo respeto hacia el otro bando, Ercilla también continúa la práctica del Orlando furioso de tributar valoración a los guerreros "sarracenos", que incluso ha sido interpretada como un cierto nivel de maurofilia (admiración por lo árabe) en la pluma de Ludovico Ariosto.

### Siglos y

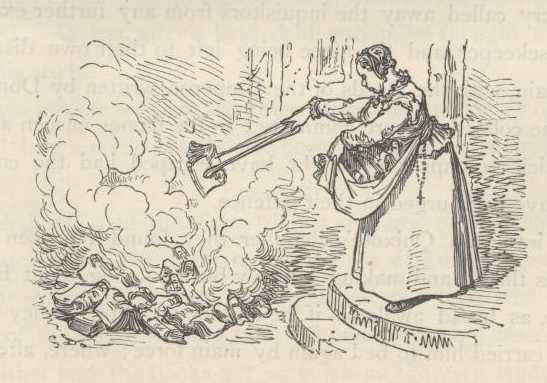
La Araucana es una de las obras salvada de la quema de libros de la biblioteca de Don Quijote, ordenada por el licenciado, el cura y el barbero en el capítulo VI de El ingenioso hidalgo don Quijote de la Mancha (1605) de Miguel de Cervantes. En la ilustración la sobrina de Don Quijote quema los libros expurgados, grabado de Gustave Doré.

## Recepción de la obra

### SiglosXVIyXVII

#### Cervantes
La Araucana es una de las obras que, en la ficción, Miguel de Cervantes salvó en la escena de la quema de los libros de caballerías que tiene lugar en el capítulo VI de la primera parte de Don Quijote de la Mancha (1605). La Araucana comparte con este tipo de obras cierto estilo deliberadamente literario y la inclusión de algunos episodios fantásticos.

-[...] Y aquí vienen tres, todos juntos: La Araucana, de don Alonso de Ercilla; La Austríada, de Juan Rufo, jurado de Córdoba, y El Monserrato, de Cristóbal de Virués, poeta valenciano.
-Todos esos tres libros —dijo el cura— son los mejores que, en verso heroico, en lengua castellana están escritos, y pueden competir con los más famosos de Italia: guárdense como las más ricas prendas de poesía que tiene España.
Miguel de Cervantes.

El mismo Cervantes ya antes había escrito un elogio a Ercilla por La Araucana en el «Canto de Calíope» del Libro VI de La Galatea en 1585. Se trata de una estrofa encomiástica sobre Alonso de Ercilla, que inicia refiriéndose a que es del "mismo nombre" (Alonso) que otro personaje de la época al que se ha dedicado la estrofa anterior (Alonso Martínez de Leiva, de obra poética perdida):

Otro del mesmo nombre, que de Arauco
cantó las guerras y el valor de España,
el cual los reinos donde habita Glauco
pasó y sintió la embravescida saña.
No fue su voz, no fue su acento rauco,
que uno y otro fue de gracia estraña,
y tal, que ERCILLA, en este hermoso asiento
meresce eterno y sacro monumento.
Miguel de Cervantes

#### Lope de Vega

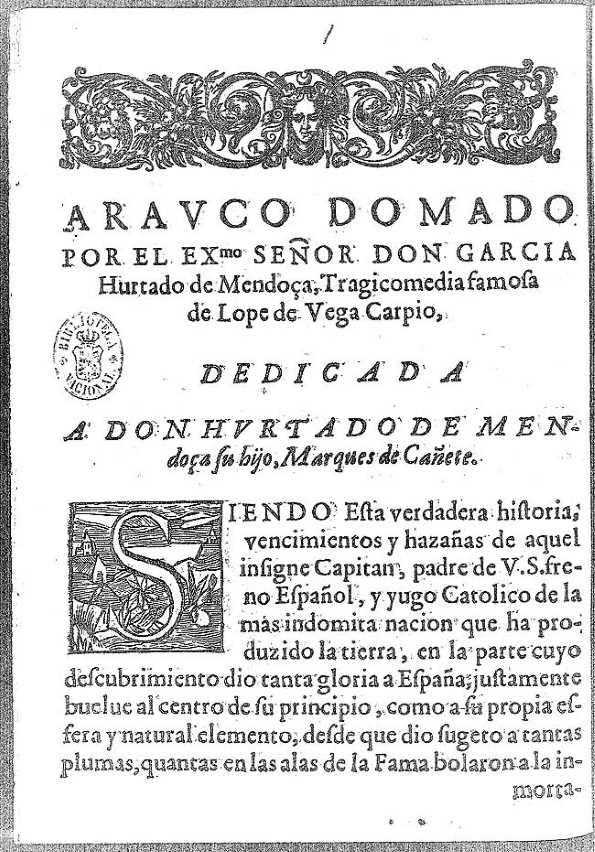
Portadilla del Arauco domado por el Excelentísimo Señor Don García Hurtado de Mendoza : tragicomedia famosa de Lope de Vega Carpio.

Lope de Vega a principios del siglo XVII tituló una tragicomedia Arauco domado, el mismo nombre de un poema previo mandado a componer a Pedro de Oña por el insatisfecho exgobernador de Chile García Hurtado de Mendoza como réplica a La Araucana. Esa obra teatral de Lope también contenía un discurso laudatorio sobre ese personero, aquejado por sentimientos de despecho por la obra de Ercilla, convertido ahora en el personaje español protagónico. Sin embargo, pese a haber participado de la campaña panegírica del dignatiario adversario de Ercilla, décadas más tarde Lope de Vega también elogió a La Araucana, elevándola a la altura de una suerte de descubrimiento poético de América y llamando "Colón de las Indias del Parnaso" a Ercilla:

Don Alonso de Ercilla
tan ricas Indias en su ingenio tiene,
que desde Chile viene
a enriquecer la musa de Castilla
[...]
porque después del grave Garcilaso
fue Colón de las Indias del Parnaso.
Lope de Vega (1630), Laurel de Apolo.

#### ¿Claramonte o Lope?
Existe un auto sacramental español de 1623 también llamado La Araucana, basado en el poema de Ercilla, que durante mucho tiempo fue atribuido a Lope de Vega, pero una última edición crítica de esta pieza dramática la adjudica al dramaturgo español Andrés de Claramonte, muerto en 1626. Este autor comenzó a ser revalorizado por la crítica en las últimas décadas, en un proceso en el que se han atribuido, aunque esto ha provocado discusión erudita, muchas obras exitosas del siglo de oro español, como La estrella de Sevilla (aunque ya Sturgis E. Leavitt sospechaba que Claramonte fuera el autor) y El burlador de Sevilla y convidado de piedra (refundición de la obra original Tan largo me lo fiais, representada en 1617), antes atribuidas (y todavía por algunos estudiosos) la primera a Lope de Vega y la segunda a Tirso de Molina.

#### Unbest sellerdel Siglo de Oro Español
Las diversas partes de La Araucana tuvieron al menos 23 ediciones entre 1569 y 1630, por lo que la obra tuvo tempranamente considerable éxito editorial y una amplia difusión. En 1575 ya había sido ensalzada por Lorenzo Palmireno en su manual de retórica. Se considera que era una obra de extendida lectura por parte de "la fracción culta de hidalgos y caballeros, por letrados y catedráticos, por funcionarios, soldados y sectores del clero, e incluso por doctos...".

#### Despecho y encargos de García Hurtado de Mendoza
La publicación de La Araucana dio pie a que el entonces virrey del Perú (exgobernador de Chile durante la época en que transcurre el grueso de la trama), García Hurtado de Mendoza, quien se sintió menoscabado u omitido en el relato de Ercilla (que lo llamó "mozo capitán acelerado" en el Canto XXXVII, 70, 2), encargara otro poema épico, Arauco domado (1596), al poeta Pedro de Oña. Esta segunda obra, habitualmente considerada inferior al poema de Ercilla, es el primer texto poético publicado por un autor hispano nacido en tierras del actual Chile, cuya premisa principal es el protagonismo del dignatario mandante y cómo éste, supuestamente, habría dominado ("domado") definitivamente a los mapuches; pese a que la guerra contra ellos continuaba en la fecha de publicación del panegírico, faltaban dos años para la batalla que los españoles llamaron «Desastre de Curalaba» y quedaban por delante siglos de hostilidades, batidas y el establecimiento de un frontera, intermitentemente respetada, que reconocía la autonomía a ese pueblo indígena.

#### Primeras traducciones

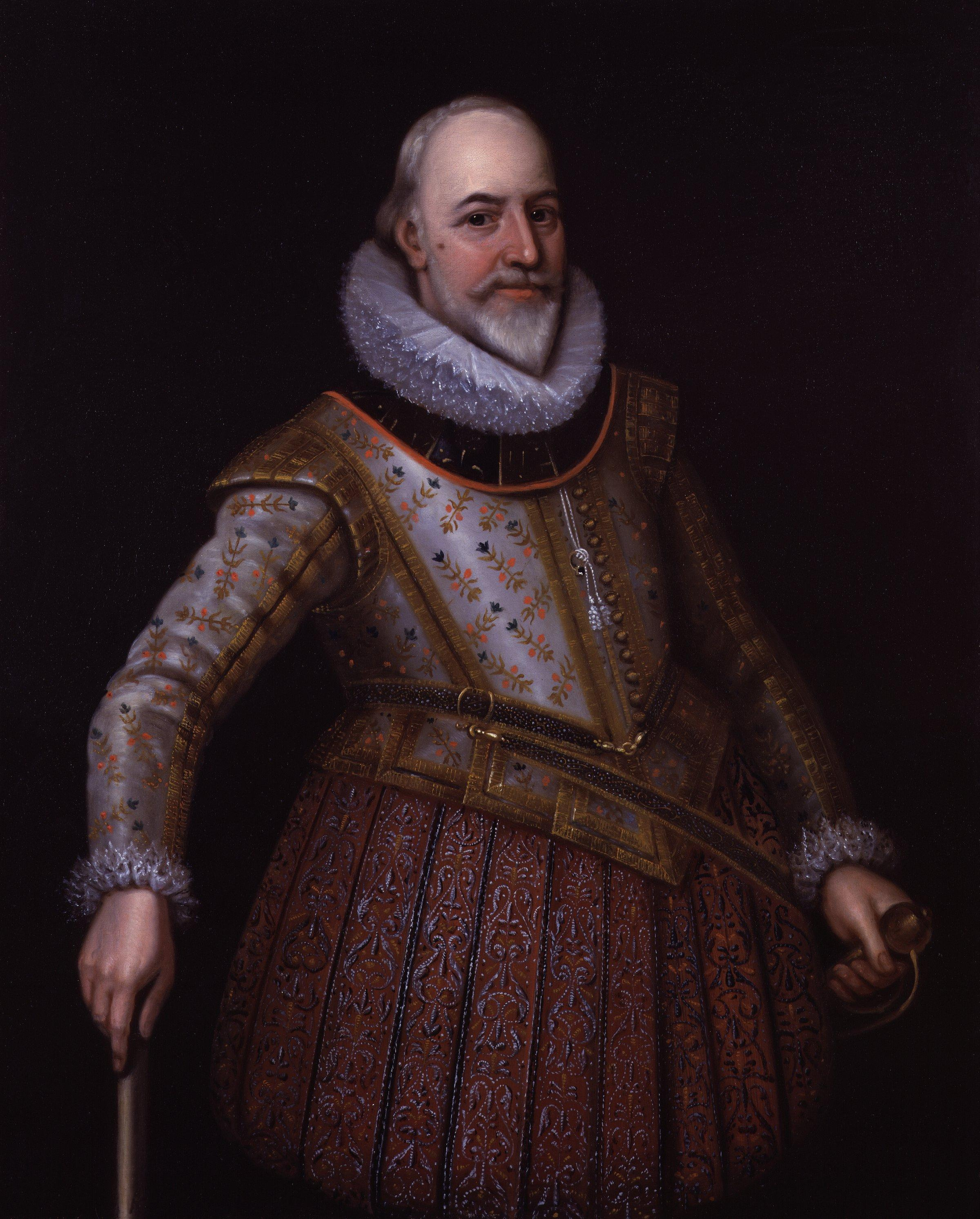
George Carew, al que se atribuye la primera traducción inglesa de La Araucana.

La primera traducción parcial al inglés ("casi hasta el canto XIX"), una adaptación en prosa escrita en época isabelina, The historie of Araucana, es atribuía a sir George Carew (1555-1629), quien habría empatizado con la trama centrada en la conquista de un territorio rebelde y hostil a partir de su propia experiencia como jefe inglés de Munster durante la Reconquista Tudor de Irlanda (1600) en la que se le atribuye una conducta despiadada contra rebeldes y civiles irlandeses, al punto de que Philip O'Sullivan Beare lo hace personalmente responsable de la masacre de Dursey.Esta traducción fue impresa en 1964 por el trabajo de recuperación erudita del hispanista irlandés Frank Pierce, editado por la Universidad de Mánchester. En términos generales, las traducciones isabelinas de obras españolas sobre América también formaron parte de una iniciativa intenciónal, destinada a producir una imagen de qué podían esperar los ingleses en las propias empresas de colonización del continente americano que aspiraban a desplegar.
En 1619 se publicó una primera traducción impresa del poema. Se trata de la versión en idioma neerlandés por Isaac Iansz Byl, editada en Róterdam por Jan van Masberhe. Esta edición, dedicada al príncipe Mauricio de Nassau, fue una selección incompleta del poema que se tituló Historiale beschrijbinghuder Goudtrycke Landen in Chili ende Arauco... («Descripciones históricas de los pueblos de Chile y Arauco y de otras provincias abundantes de oro, como también las guerras que sus habitantes han sostenido contra los españoles»). Del traductor, por su "perfecto" manejo del español y el nombre, José Toribio Medina supuso que trataría de un sefardita («algún judío de familia de origen español radicada en Holanda»).

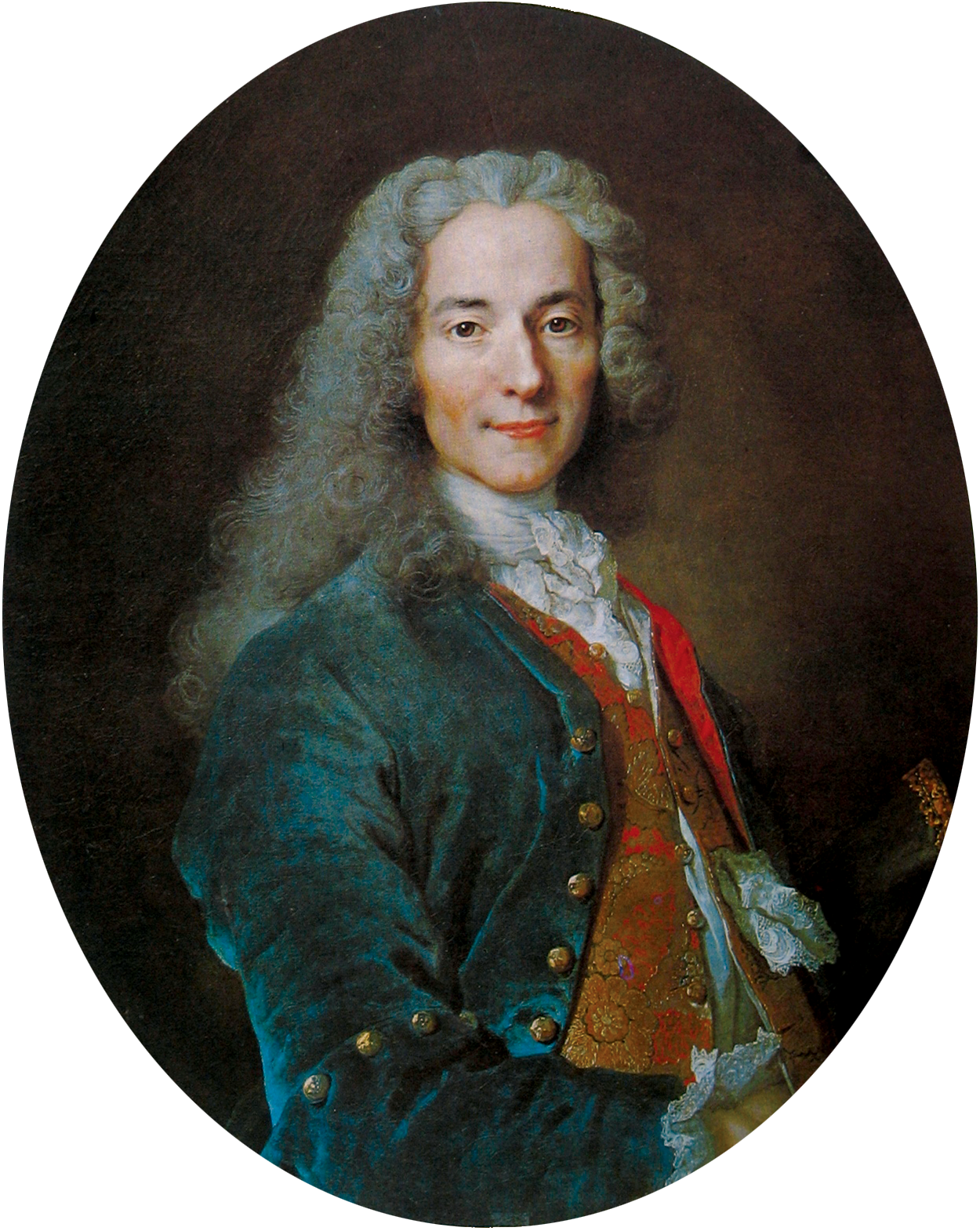
Voltaire valoró positivamente algunos episodios y fragmentos de La Araucana, pero deploró su extensión y disgresiones, que consideró excesivas y fastidiosas.

### SiglosXVIIIyXIX

#### Crítica ilustrada en Europa
Voltaire, que dedicó parte de un ensayo a La Araucana, consideró que el poema alcanzaba cumbres sublimes en la arenga del cacique Colo Colo del Canto II, que juzga superior al episodio similar protagonizado por Néstor en la Ilíada. Pero, por otra parte, Voltaire opinaba que Ercilla sufría de cierta incontinencia literaria, que le hacían enredarse en pasajes excesivamente fastidiosos y extensos:

Hacia el final de la obra, el autor, que es uno de los principales héroes del poema, hace de noche un largo y aburrido camino seguido de algunos soldados, y para pasar el rato, hace surgir entre ellos una discusión sobre Virgilio y en especial sobre el episodio de Didón. Alonso aprovecha la ocasión para hablar con sus soldados de la muerte de Didon, tal como la cuentan los antiguos historiadores y para mejor desmentir a Virgilio y restituir su reputación a la reina de Cartago, se divierte discutiendo el asunto durante dos cantos enteros. Además no es un defecto menor el que su poema se componga de treinta y seis cantos muy largos. Se puede suponer con razón que un autor que no sabe o no puede detenerse, no es merecedor de tal carrera.
Voltaire.

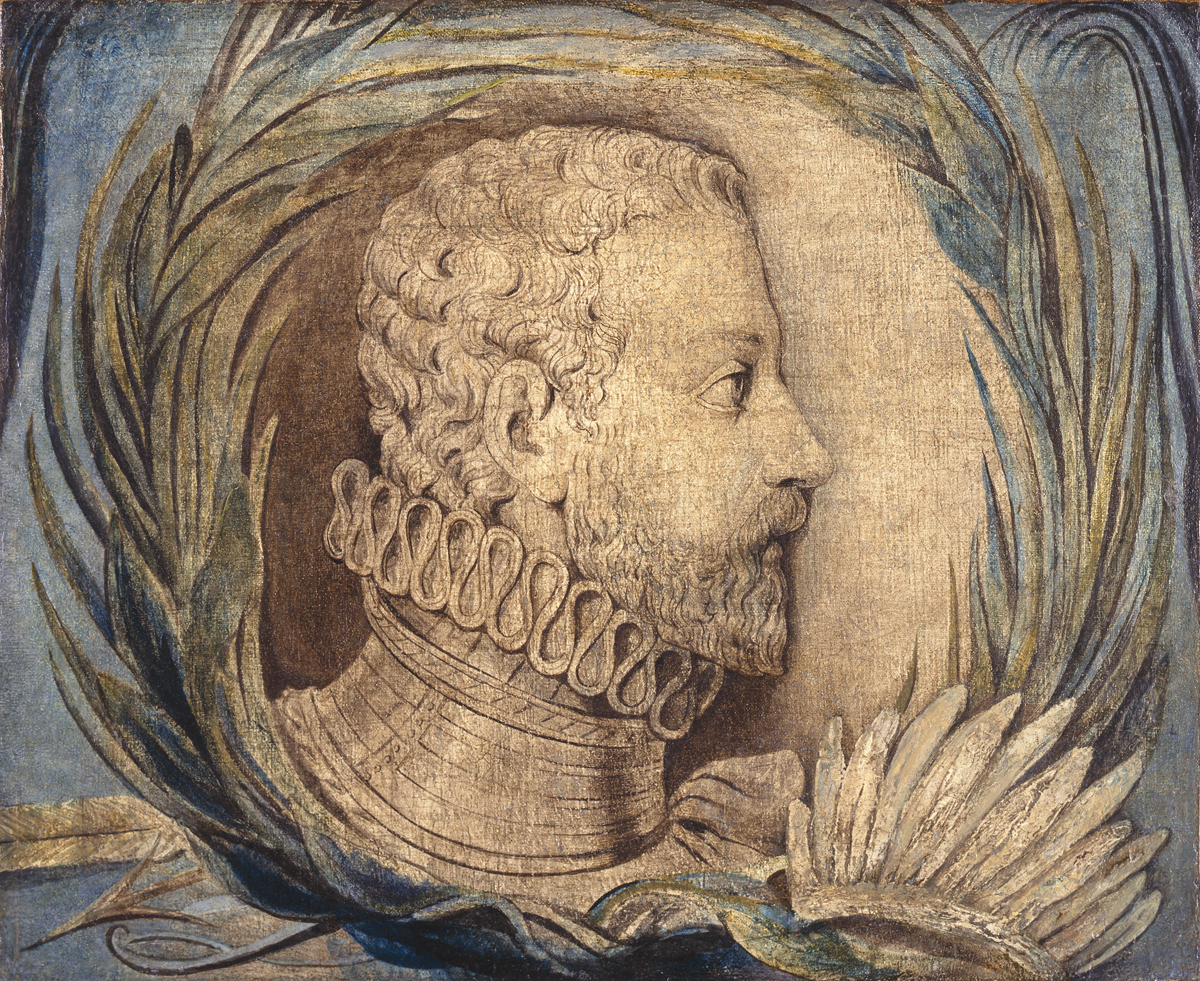
Ercilla, representado por el pintor y poeta británico William Blake (ca- 1800), por pedido del poeta William Hayley, admirador, traductor y editor de fragmentos de La Araucana en Inglaterra.

En 1782 la traducción al inglés de partes de La Araucana fueron publicadas por el poeta británico William Hayley (cercano a William Blake y William Cowper), en su obra Essay on Epic Poetry que fue dedicada al poeta William Mason. 

«Ercilla inicia sus cantos, muy a la manera del Ariosto, con alguna reflexión moral, a veces un tanto extensa, pero expresada generalmente en versos fáciles, elegantes e inspirados». 

«(...)Ercilla es, ciertamente, desigual aunque, con todos sus defectos, aparece ante mí como uno de los caracteres más extraordinarios y atrayentes, en el mundo poético». 

«(...) Me iba alargando en estos extractos por el deseo de no desvirtuar las peculiares excelencias de tan asombroso poeta(...) Muy fácilmente nos unimos a Voltaire en el ridículo que hace de Ercilla por haber dado lugar en su poema al episodio de Dido, si bien no olvidemos que posee infinitamente más entonación homérica y que su poema encierra bellezas épicas más genuinas que las que pueden hallarse en Voltaire».
William Hayley, 1782.

#### Valoración por el movimiento independentista chileno y sudamericano
Por primera vez leí en ese tiempo La Araucana… nos reuníamos en corrillo para saborear su lectura. No era porque gustáramos de la belleza de su poesía que no estábamos en estado de saber apreciar, sino las heroicas hazañas de los araucanos y españoles que las considerábamos como propias, por ser compatriotas de los primeros y descendientes de los segundos. Esta obra fue la que comenzó a despertar en nuestros corazones amor patrio, sentimientos guerreros, sed de gloria y, un vago conato por la Independencia. No era posible considerar las grandes acciones de Caupolicán, Colo colo, Lautaro y otros colosos de nuestra historia sin sentir arder el corazón en deseos de imitarles, y de tener una patria a quien consagrar nuestros servicios.
Francisco Antonio Pinto, tercer presidente de Chile (1829, titular), Memorias.

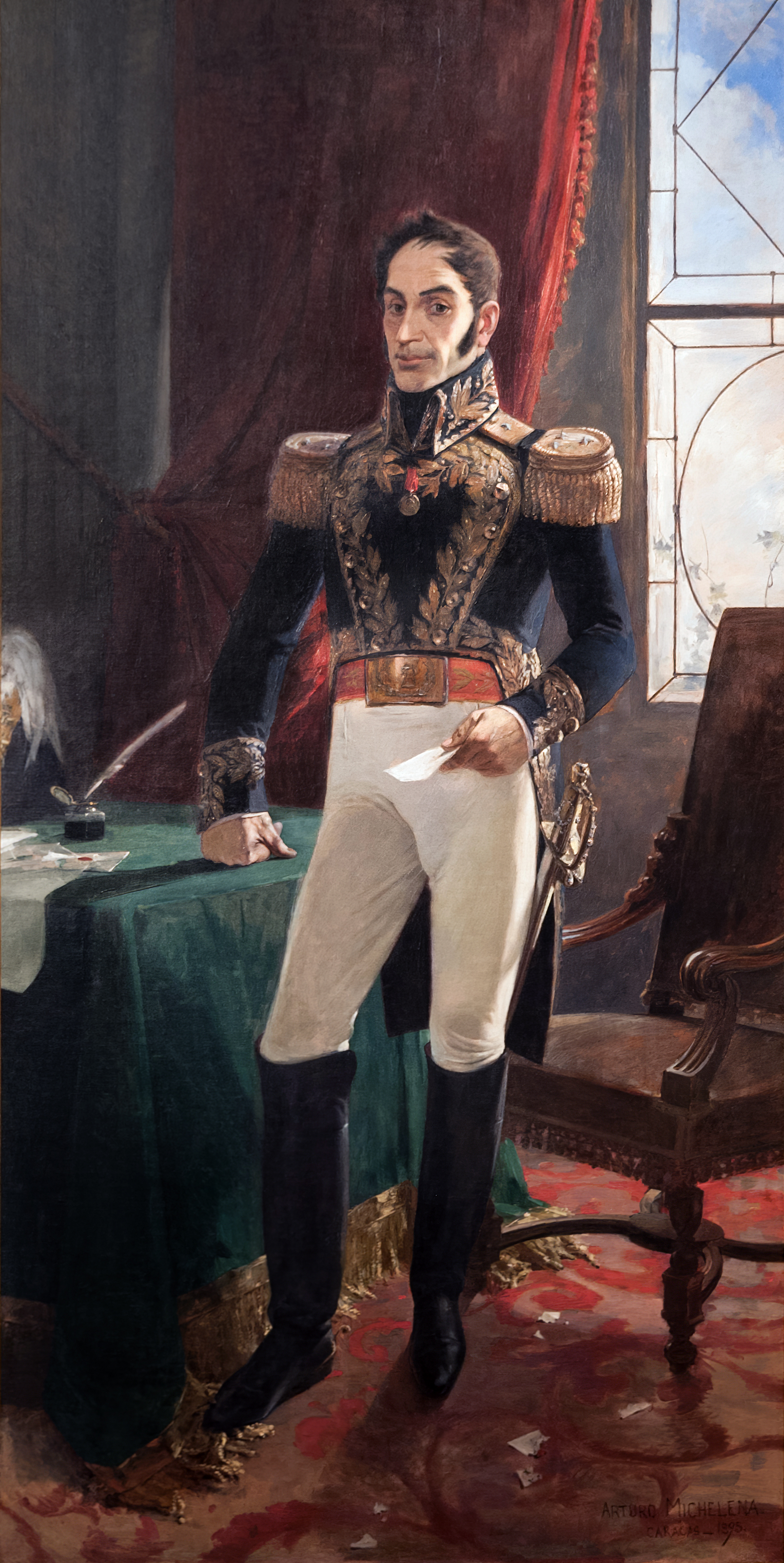
Simón Bolívar mencionó el ejemplo del celo independentista de los "araucanos" en la Carta de Jamaica.

''La Araucana'', por su valoración de la resistencia indígena al imperialismo español, fue una referencia poética presente en muchos discursos del movimiento independentista sudamericano, especialmente del Cono Sur y Chile. La influencia de La Araucana ha sido asociada con figuras del proceso como Francisco de Miranda, José Miguel Carrera, Camilo Henríquez, Bernardo O'Higgins, Juan Egaña, Ramón Freire, Fracisco Antonio Pinto y muchos otros. Así, por ejemplo, Simón Bolívar en la Carta de Jamaica invocó en 1815 el ejemplo de los "araucanos" como una inspiración de los independentistas de Chile:

El reino de Chile, poblado de 800 000 almas, está lidiando contra sus enemigos que pretenden dominarlo; pero en vano, porque los que antes pusieron un término a sus conquistas, los indómitos y libres araucanos, son sus vecinos y compatriotas; y su ejemplo sublime es suficiente para probarles que el pueblo que ama su independencia por fin la logra.
Simón Bolívar (1815), Carta de Jamaica.

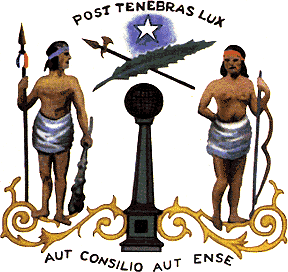
El primer escudo de armas de Chile (1812), instaurado por José Miguel Carrera, incluía dos figuras, masculina y femenina, de "araucanos" armados.

Ya en 1812, durante el gobierno de José Miguel Carrera, el movimiento independentista chileno aludía al ejemplo de los "araucanos" en su discursos y simbología que "emerge del texto de Ercilla": 

Carrera vinculaba la Independencia de Chile con la independencia de Arauco. De allí que en el Primer Escudo Nacional, ordenado por él en 1812, estén simbólicamente presentes el pasado araucano y el ideal republicano (...). Talavera fue testigo presencial de una celebración en la Moneda (el 30 de septiembre de 1812), en que se enarboló y celebró el Escudo con la imagen que antecede. También la crónica de Talavera da cuenta que de las 61 mujeres que asistieron al baile, dos de ellas, aunque eran criollas, estaban vestidas con traje de araucanas, exaltando su patriotismo y ancestros.(..:) Las figuras indígenas, ritualizadas por el emblema en latín, instalan entonces el umbral previo en un imaginario de asimilación, idea cara al indigenismo criollo y a la glorificación idealizada de los araucanos que emerge del texto de Ercilla.
Bernardo Subercaseaux (2021).

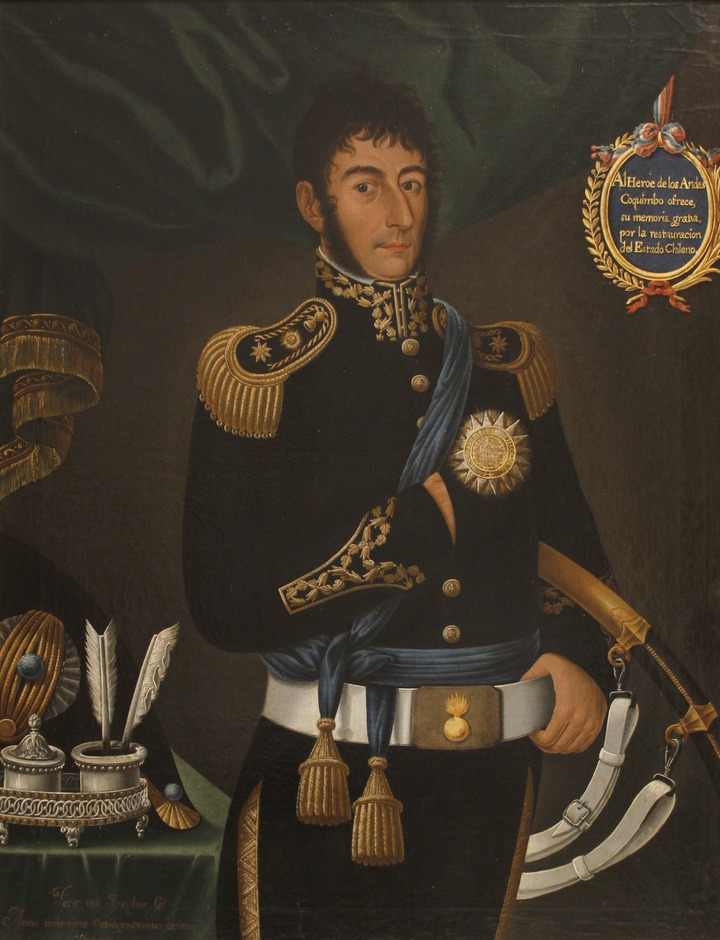
José de San Martín líder independentista sudamericano y jefe de la Logia Lautaro, organización secreta independentista que recogió el nombre del héroe mapuche inmortalizado en La Araucana.

La influencia del poema atravesó a esa generación, marcando desde los nombres de organizaciones secretas hasta buques de la primera escuadra chilena (fragata Lautaro, bergantín Araucano):

"Ya en Londres, la lectura del poema había excitado los ánimos separatistas de un futuro prócer de la emancipación como Bernardo O'Higgins. Otros, ya en Chile, como Francisco Antonio Pinto, confesarán igual deuda en la formación de la inquietud patriótica de su espíritu juvenil. Desde Cádiz misma, y mucho antes del episodio napoleónico de la invasión de España, que desencadenará el complejo proceso emancipador de las colonias, una sociedad secreta reúne los ánimos revolucionarios de jóvenes aristócratas criollos, y no por azar se llama Logia Lautaro, o Lautarina. Apenas abiertas las hostilidades que conducirán a la lucha abierta, los «patriotas» tomarán por divisa dos versos del poema que Ercilla pone en boca de Galvarino (canto XXVI, octava 25): «Muertos podremos ser, mas no vencidos. Ni los ánimos libres oprimidos»".
Waldo Rojas. Araucana de Alonso de Ercilla y la fundación legendaria de Chile: Del Araucano ideal al Mapuche terreno.

En el caso de O'Higgins, éste no tenía solo un acercamiento literario al pueblo mapuche a través de la lectura La Araucana, sino que desde niño, cuando había estudiado en el Colegio de Naturales de Chillán, había tenido trato personal con hijos de loncos (caciques).

#### Valoración en el periodo republicano chileno
Ramón Freire, quien luchó con los mapuches de Arauco (aliados de los realistas durante el último periodo de la guerra) y firmó con ellos las paces del Parlamento de Tapihue (1825), habiendo instalado un sistema republicano y liberal en el país, señalaba como referentes de la nueva nación a los héroes inmortalizados por La Araucana:

“(Los chilenos) somos hijos de Caupolicán, Colo-colo y Lautaro”
Ramón Freire

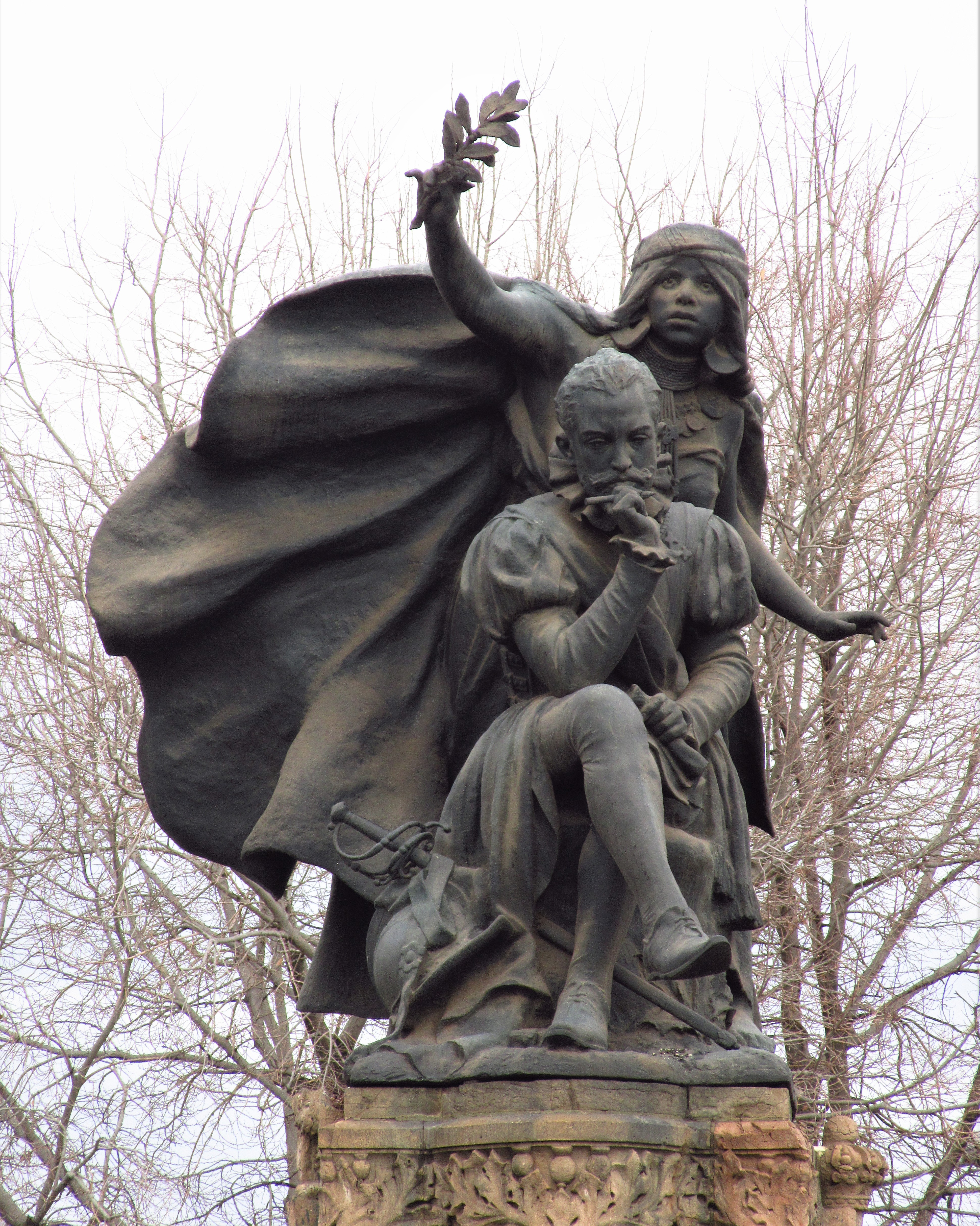
Monumento a Alonso de Ercilla en Santiago de Chile por Antoni Coll i Pi. El autor es representado acompañado de una mujer mapuche como su musa poética.

Esta apreciación del poema como un texto germinal sobre el espíritu de autodeterminación y la valoración de lo específicamente americano o chileno, se proyectó en el periodo republicano en Chile, a lo largo del siglo XIX (y posteriormente en el xx):

"Es esta tradición celebratoria la que se perpetuará en la conciencia nacional chilena apenas instaurado el nuevo estado chileno, poniendo en marcha un verdadero movimiento de recuperación de La Araucana en la estatuaria municipal, la numismática, los sellos postales, no menos que en la iconografía y las apelaciones oficiales. En lo que cupo a la toponimia republicana, dos departamentos del sur recibirán el nombre de Lautaro y Galvarino. Una localidad de la provincia de Malleco, escenario de algunos hechos narrados en el poema, es bautizada con el nombre de Ercilla, hacia 1885. No es de sorprender que el tema araucano con referencia directa o no al poema de Ercilla sea un tópico de las letras chilenas, en particular en el género de la biografía novelada de los héroes y heroínas que pueblan sus páginas. Quizás lo sea un poco más el hecho de que los araucanos hayan hecho su aparición en la pantalla cinematográfica antes mismo que los próceres de la independencia. No hay, en fin, una sola ciudad, puerto, villorrio o aldea en todo Chile que no tenga por lo menos una calle, plaza o rincón bautizado con algún nombre araucano".
Waldo Rojas. Araucana de Alonso de Ercilla y la fundación legendaria de Chile: Del Araucano ideal al Mapuche terreno.

Por ejemplo, Andrés Bello, el intelectual orgánico de los gobiernos conservadores chilenos de mediados del siglo XIX, consideraba el texto como una "lección de moral", que logra ensalzar el "patriotismo" indígena o la intrepidez de los conquistadores, sin dejar de criticar la crueldad y codicia de estos últimos:

"Para juzgarle, se debe también tener presente que su protagonista es Caupolicán, y que las concepciones en que se explaya más a su sabor, son las del heroísmo araucano. Ercilla no se propuso, como Virgilio, halagar el orgullo nacional de sus compatriotas. El sentimiento dominante de La Araucana es de una especie más noble: el amor a la humanidad, el culto de la justicia, una admiración generosa al patriotismo y denuedo de los vencidos. Sin escasear las alabanzas a la intrepidez y constancia de los españoles, censura su codicia y crueldad. ¿Era más digno del poeta lisonjear a su patria, que darle una lección de moral?"
Andrés Bello (1841). La Araucana, por don Alonso de Ercilla y Zúñiga, publicado en El Araucano.

#### Ediciones en el período
- En el catálogo de la Biblioteca Nacional de Chile se registran 3 ediciones en español de La Araucana en el siglo XVIII. Así como otra de las Cuarta y Quinta Partes de La Araucana de Diego de Santisteban, todavía atribuida a Alonso de Ercilla.
- En el catálogo de la Biblioteca Nacional de Chile se registran 19 ediciones de La Araucana en el siglo XIX, entre ellas una adaptación a la prosa, dos ediciones en francés (1824, traducida por Gilibert de Merlhiac, y 1869, con notas de Alexandre Nicolas) y otra en alemán (1831, traducida por C.M. Winterling)

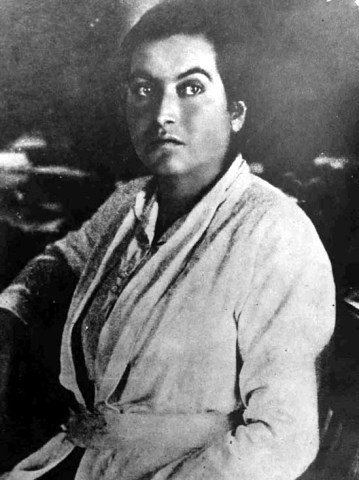
En 1934 Gabriela Mistral publicó duras críticas acerca de la calidad y vigencia de La Araucana, a contrapelo de culto oficial que en la educación chilena se brindaba a la obra, aunque en años posteriores atenuaría sus opiniones.

### SiglosXXyXXI

#### Valoraciones negativas y ambiguas en Chile
En Chile también han existido voces críticas a La Araucana. Gabriela Mistral primero, en 1934, la consideró una obra aburrida (como antes Voltaire tachó a largos pasajes del texto), sorda y tan muerta como su autor, que caracterizó como un "mal imitador de Homero". La poetisa derivó con el tiempo opiniones menos tajantes, primero en una conferencia que dio en Málaga en 1936 y, luego, en un prólogo para una edición inglesa de La Araucana de 1962, que permaneció inédito hasta 1992, en el que simultáneamente ironizó sobre la pesadez de la obra y llamó a Ercilla el "más rival de los enemigos", rescatando su ética al retratar a los mapuches.
El crítico literario Álvaro Bisama, propone en su obra "Cien libros chilenos", que la Araucana es el inicio de la literatura en Chile, un libro «falso», pero que no se puede rechazar, sobre todo si fue elogiado por Cervantes.

#### Adopción como poema nacional y uso oficial

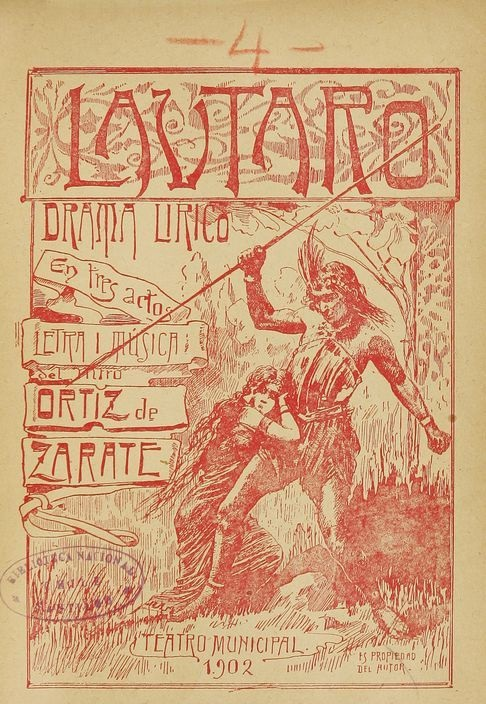
Portada de libreto de Lautaro, ópera en italiano de 1902, basada en La Araucana, que tras su estreno en el Teatro Municipal de Santiago enfrentó el rechazo del público y la crítica.

Algunos autores nacionalistas chilenos consideraron a La Araucana como el último poema épico que narra el nacimiento de una nación, a la manera de los poemas clásicos como la Eneida o los cantares de gesta medievales. Incluso algunos autores llevan más allá esta idea hiperbólica:

Chile fue escogido por los hados, y podemos gloriarnos de ser entre los pueblos modernos, el único cuyos orígenes hayan sido celebrados por la trompa épica, a semejanza de las antiguas ciudades griegas y romanas.
Eduardo Solar Correa. En estudio preliminar publicado en una edición de La Araucana de 1977.

Sin embargo, se escribieron otros poemas épicos entre los siglos XVII y XIX que han sido interpretados como "nacionales", como La Argentina y conquista del Río de la Plata de Martín del Barco Centenera (el primer antecedente del uso del cultismo "argentina" para referirse al país hoy llamado así), publicada en 1602 como parte de las obras españolas influenciadas por La Araucana. O los poemas épicos nacionales finlandeses Kalevala, publicado en 1835 gracias al trabajo de recopilación folclórica de Elias Lönnrot, y Las Historias de Ensign Stål, escrito en 1848 por Johan Ludvig Runeberg.
Por considerárselo el poema épico nacional, en Chile se suele enseñar a los escolares la siguiente estrofa de la obra, interpretada como una loa al valor de la nación:

Chile, fértil provincia y señalada
en la región Antártica famosa,
de remotas naciones respetada
por fuerte, principal y poderosa;
la gente que produce es tan granada,
tan soberbia, gallarda y belicosa,
que no ha sido por rey jamás regida
ni a extranjero dominio sometida.
Canto I, La Araucana.

#### Dos óperas, un oratorio y una película
En la década de 1900 se crearon dos operas chilenas basadas en La Araucana: Lautaro (ópera) de Eliodoro Ortiz de Zárate, escrita en italiano por ser el idioma en el que circulaban las óperas internacionalmente entonces, fue estrenada en el Teatro Municipal de Santiago en 1902, momento en el que fue considerada un estrepitoso fracaso y una ópera fallida, al punto que, debido a esta experiencia, dejaron de presentarse óperas chilenas en ese escenario por décadas. Posteriormente se le han reconocido algunos valores artísticos y aportes, particularmente el aria de amor de Gualcolda por Lautaro (O nume splendente). Por su parte Caupolicán (ópera), escrita tanto en versiones castellana e italiana por el compositor chileno Remigio Acevedo, fue estrenada en parte en 1902, terminada en 1909 y estrenada completa en la década de 1940, cuando su autor ya había muerto. Esta obra reproducía, por ejemplo, la escena de la épica ercilliana de la elección del jefe militar en la asamblea presidida por el sabio Colo Colo e incluía un monólogo del propio Ercilla (Al rumor de la batalla), que tuvo un buen recibimiento y cierto éxito local en tiempos del estreno definitivo.
El compositor chileno Gustavo Becerra-Schmidt, compuso en 1965 un oratorio para coro homónimo basado en La Araucana. Tiene la particularidad de incluir instrumentos musicales del pueblo mapuche dentro de la orquesta sinfónica.
En 1971 se estrenó una película, La araucana (película de 1971), de coproducción española y secundariamente chilena, que proclamaba estar basada en el poema épico, la que fue un fracaso de público y crítica.

#### Ediciones y traducciones
En el catálogo de la Biblioteca Nacional de Chile se registran 106 ediciones de La Araucana entre 1900 y 2021 (algunas de ellas selecciones y adaptaciones), incluyendo ediciones en inglés, alemán y francés. De ellas, 23 corresponden solo al siglo XXI, entre ellas ediciones en checo, húngaro y mapudungun.
En 2006 se publicó la versión en mapudungun: La Araucana = Ta awkan mapu mew, una selección traducida por dos intelectuales mapuches: el poeta Elicura Chihuailaf y el lingüista Manuel Segundo Manquepi.

## Continuaciones
Aparte del ya mencionado Arauco domado de Pedro de Oña, que generó su propia imitación, el Purén indómito del alférez Diego Arias de Saavedra, cabe citar a Diego de Santisteban, que compuso la Quarta y quinta parte de La Araucana (1597), y a Hernando o Fernando Álvarez de Toledo, autor de Araucana, otra epopeya culta en octavas reales que no ha llegado hasta nosotros sino en fragmentos citados por el historiador Alonso Ovalle.